# Rimaszombat
Rimaszombat (szlovákul: Rimavská Sobota, németül: Großsteffelsdorf) város Szlovákiában. A Besztercebányai kerület Rimaszombati járásának székhelye.

## Fekvése
Rimaszombat a Gömöri-medence északi peremén, a Rima-folyó völgyében fekszik.
Érinti az országot kelet-nyugati irányban átszelő 50-es főút Losonc (26 km) és Tornalja (30 km) közötti szakasza. Az 531-es út a Rima völgyében Abafalva (32 km) és Nyustyán (22 km) át Tiszolc (34 km) felé teremt összeköttetést. Vasútvonalak vezetnek Feledre és Tiszolcon át Breznóbányára.
Északnyugatról Kruzsnó, Bakostörék, Cserencsény; északról Tóthegymeg; északkeletről Balogpádár, Perjése, Zeherje, és Vámosbalog; keletről Uzapanyit és Balogtamási; délkeletről Szútor; délről Jánosi és Kisgömöri; délnyugatról Várgede és Feketepatak; nyugatról pedig Guszona és Osgyán községekkel, összesen 17 községgel határos.

### Városrészek
Rimaszombat 77,55 km²-es területe 7 kataszteri területből (katastrálne územie) áll, melyek mindegyike önálló község volt korábban, összesen pedig 11 városrészből (a 7 kataszteri terület és a Rimaszombat kataszterébe tartozó 4 településrész). Rimatamásfalva kataszteri területe megfelel Méhes (Včelinec) városrésznek.
- Alsópokorágy (Nižná Pokoradz) – 4,077 km²
- Bakti (Bakta) – 7,299 km²
- Dúsa (Dúžava) – 3,900 km²
- Felsőpokorágy (Vyšná Pokoradz) – 9,016 km²
- Mezőtelkes (Mojín) – 10,840 km²
- Rimatamásfalva (Tomášová) – 14,193 km²
- Rimaszombat (Rimavská Sobota) – 28,223 km²
  - Kurinc (Kurinec)
  - Szabópuszta (Sabová)
  - Szabadkapuszta (Sobôtka)
  - Vinice

## Nevének eredete
Nevét szombati napokon tartott hetivásárairól kapta. Nevének előtagja a Rima folyó melletti fekvésére utal.

## Története

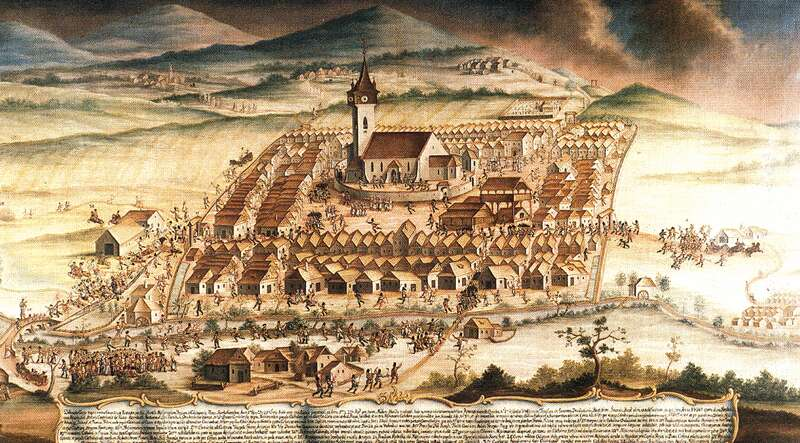
Rimaszombat látképe (1769). Festmény a Gömöri Múzeumból

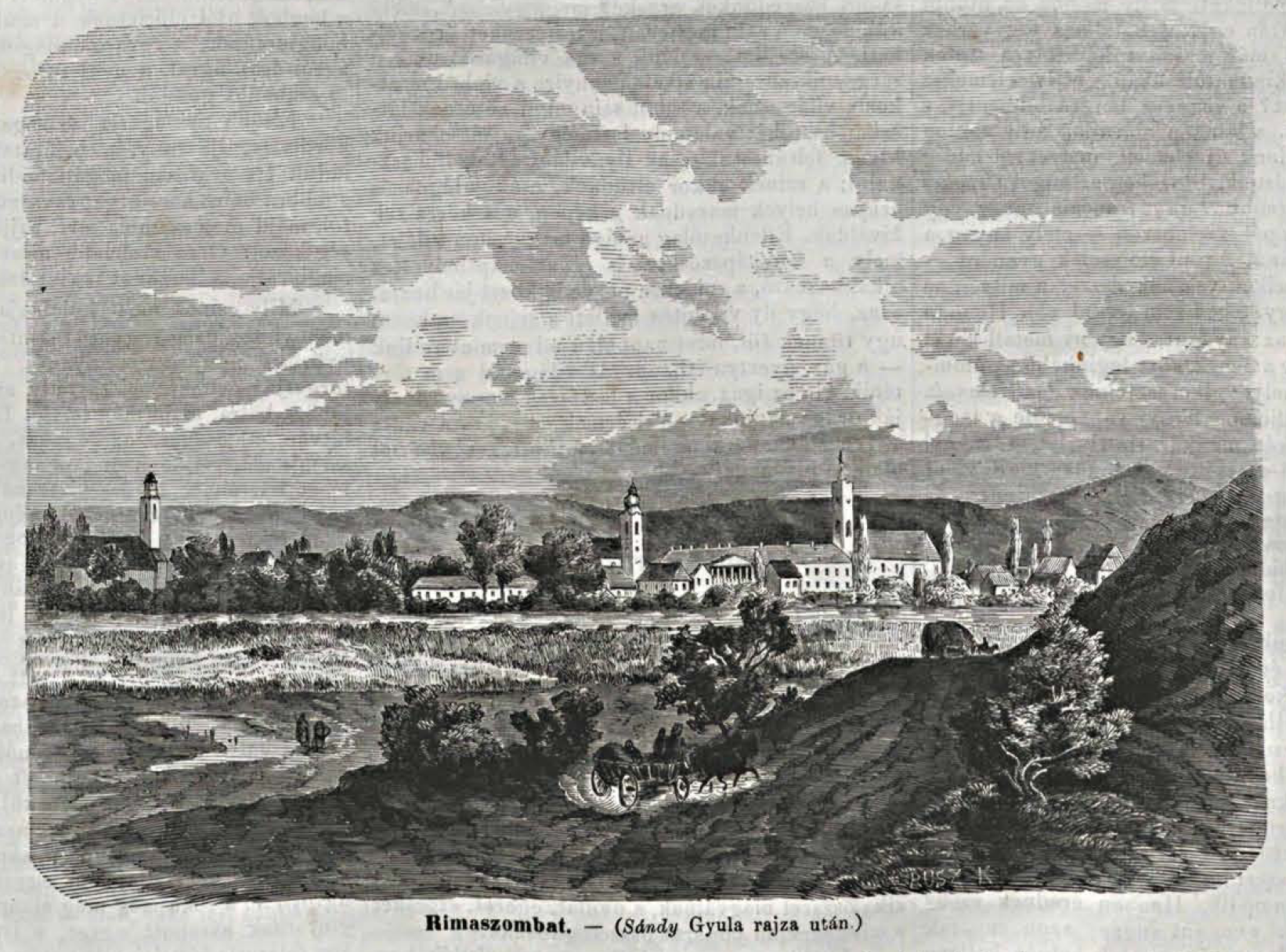
Rimaszombat 1867-ben

Területe már a bronzkortól folyamatosan lakott volt. Első ismert írásos említésekor (1268) Szombathely (Zumbothel) már kiváltságos helynek számít, mert a kalocsai érsek birtokának, az ún. rimai ispánságnak a központja volt. A Szombathely elnevezés a szombati napon tartott hetivásárra utal. A szombat napi vásárokat országszerte I. Géza király (1074–1077) állította fel. A város másik, Stefansdorf nevű részét német telepesek alapították. Ekkor két faluból állott, a kalocsai érsek birtokában. 1271-ben "Rymoa Zumbota", 1321-ben "Ryma Zumbath" néven említik. 1335-ben Károly Róberttől kapta kiváltságait. 1387-ben az ide látogató Zsigmond király megerősítette ezeket. A 15. században védőfalakkal vették körül és kisebb vára is volt, melyet 1441-ben Giskra foglalt el, de Mátyás 1459-ben visszafoglalta. Többször is béketárgyalások színhelye volt Giskra és Hunyadi közt. 1506-ban tűzvész pusztította el, 1661-ben pallosjogot nyert. 1553-tól 1593-ig és 1596-tól 1686-ig török uralom alatt állott. A város sokat szenvedett a portyázó törököktől és vallási villongások is pusztították. Falainak nyoma sem maradt. A város 1747-ben kiváltotta magát jobbágyi kötelezettségei alól és szabad város lett. 1769-ben kálvinista polgárai megtámadták a katolikusok menetét, mire 1771-ben Mária Terézia a kálvinista templomot leromboltatta.
1786-ban Kishont vármegye székhelye lett. 1805-ben az austerlitzi csatából hazatérőben Kutuzov serege szállt meg itt. 1831-ben kolerajárvány pusztított. 1845 májusában itt választották meg Petőfit tiszteletbeli táblabíróvá. 1849 júliusában itt kezdte meg az egyezkedést Görgey az oroszokkal. Protestáns főgimnáziumában sok neves személyiség tanult, köztük Mikszáth és Izsó Miklós is. 1883-tól 1922-ig, majd 1938-tól 1944-ig ismét Gömör-Kishont vármegye székhelye (1944 december 21-én foglalták el a szovjetek).
1948-ban Rimatamásfalvát, 1973-ban Baktit, 1974-ben pedig Dúsát, Mezőtelkest, Alsó- és Felsőpokorágyot csatolták Rimaszombathoz, melynek területe így csaknem a háromszorosára, 28,22 km²-ről 77,55 km²-re nőtt. 1976–1990 között Zeherje is Rimaszombathoz tartozott.

## Népessége
| Év:            | 1994.  | 2004.   | 2014.   | 2024.    |
| -------------- | ------ | ------- | ------- | -------- |
| Emberek száma: | 25 341 | 24 520  | 24 268  | 21 175   |
| Eltérés:       |        | -3,23 % | -1,02 % | -12,74 % |

| Év:            | 2023.  | 2024.   |
| -------------- | ------ | ------- |
| Emberek száma: | 21 341 | 21 175  |
| Eltérés:       |        | -0,77 % |

- 1910-ben 6912 lakosából 6199 fő magyar (90%), 468 fő szlovák (7%), 91 fő német (1%), 12 fő roma, 4 fő ruszin, 3 fő horvát, 2 fő szerb és 133 fő egyéb (2%) nemzetiségű.
- 1941-ben 7020 lakosából 6534 fő magyar (93%), 375 fő szlovák (7%) volt.
- 1991-ben 24 771 lakosából 14 256 fő szlovák (58%), 9854 fő magyar (40%), 353 fő roma (1%), 207 fő cseh, 14 fő ukrán, 10 fő morva, 4 fő sziléz, 2 fő ruszin, 71 fő egyéb nemzetiségű.
- 2001-ben 25 088 lakosából 14 873 fő szlovák (59%), 8846 fő magyar (35%), 754 fő roma (3%), 176 fő cseh (1%), 24 fő ukrán, 13 fő német, 12 fő lengyel, 4 fő ruszin, 4 fő bolgár, 3 fő morva, 2 fő orosz, 2 fő zsidó, 354 fő nem kiderített (1%) és 21 fő egyéb származású.[6]
- 2011-ben 24 640 lakosából 13 301 fő szlovák, 7298 fő magyar, 247 fő roma, 102 fő cseh, 16 fő ukrán, 12 fő német, 9 fő lengyel, 8 fő orosz, 6 fő bolgár, 5 fő ruszin, 5 fő morva, 4 fő zsidó, 3597 fő nem kiderített és 30 fő egyéb.
- 2021-ben 22 048 lakosából 13 032 szlovák, 6832 magyar (31%), 180 cigány, 85 cseh, 24 ukrán, 21 kínai, 11 vietnami, 8 német, 7 rutén, 7 lengyel, 6 orosz, 4 bolgár, 4 török, 3 olasz, 3 angol, 2 ír, 1 morva, 1 román, 1 görög, 1 francia, 26 egyéb, 1789 ismeretlen nemzetiségű.[7]

## Nevezetességei
- Római katolikus plébániatemploma a 18. század közepén épült barokk stílusban. Szép falfestményei vannak. Mellette áll a város első világháborús emlékműve.
- A katolikus plébánia 1775-ben épült barokk stílusban, a főtér egyik legszebb épülete.
- Református temploma 1784-ben épült empire stílusban, tornya 36 m magas. Itt nyugszik Ferenczy István szobrászművész, sírján Eurydiké szobra áll.
- Evangélikus temploma 1786-ban épült copf stílusban, tornya 1856-ban készült. Felszerelését IV. Gusztáv Adolf svéd király adományozta 1803-ban, a bécsi svéd követség megszüntetett kápolnájának felszereléséből.
- Az egykori vármegyeháza 1798-ban épült empire stílusú épület, itt választották Petőfit tiszteletbeli táblabírává.

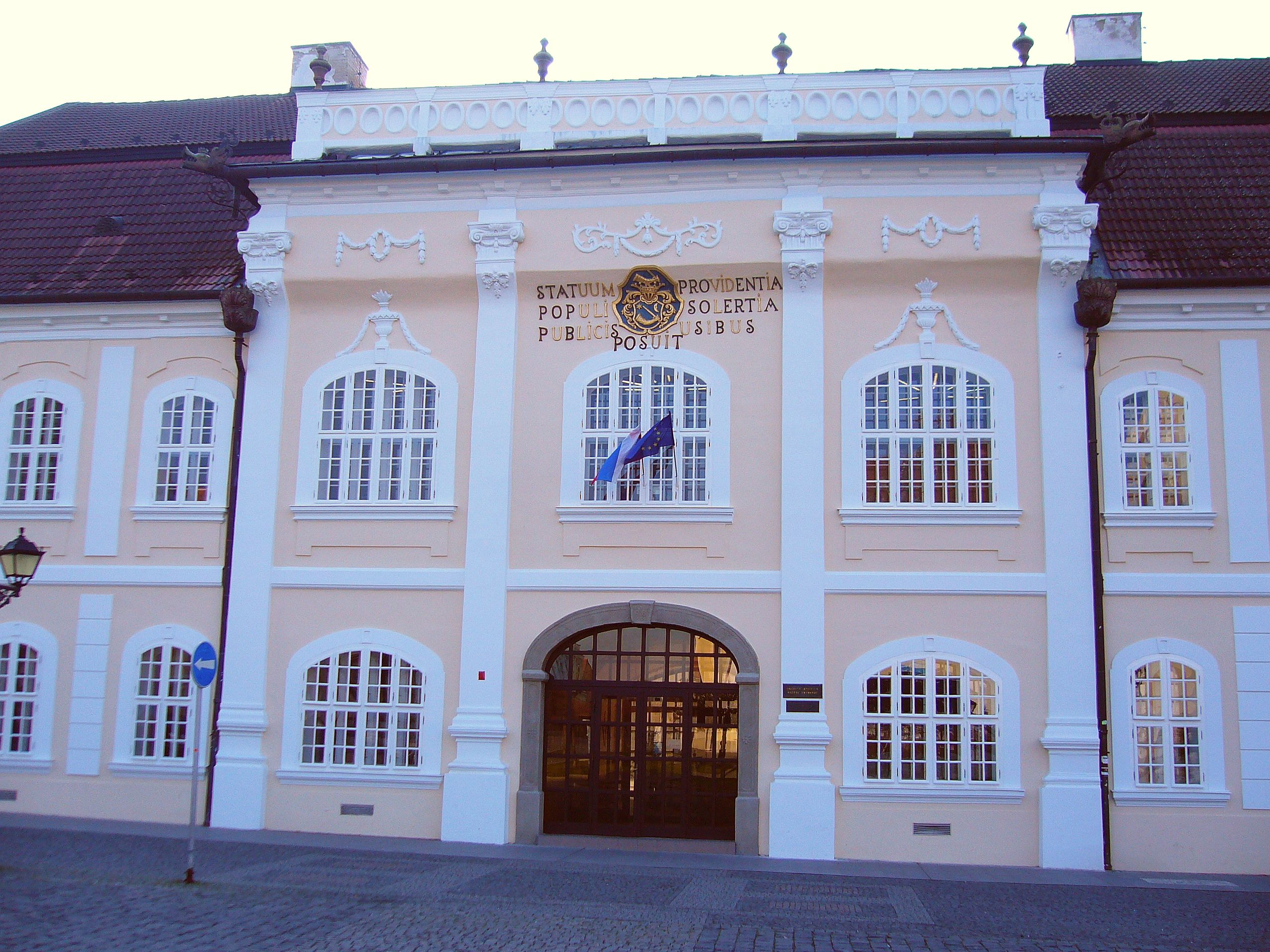
A régi vármegyeháza épülete a Főtéren, ma járási könyvtár

- Az új megyeháza 1902-ben épült eklektikus stílusú épület, homlokzatán Gömör vármegye címere látható.
- A városháza 1801-ben épült barokk-klasszicista stílusban.
- A Gömöri Múzeum épülete 1850-ben huszárkaszárnyának épült, majd iskola, 1882-től pedig Fábry János alapításával múzeum lett.
- A régi gimnázium épülete 1794-ben épült, később kétemeletesre bővítették barokk stílusban. Itt tanult 1857 és 1863 között Mikszáth Kálmán is Fábry János osztályában.
- Az új gimnázium 1904-ben épült neoreneszánsz stílusban.
- Tompa Mihály szobra, Holló Barnabás alkotása a város nagy szülöttét ábrázolja. 1902-ben avatták fel.
- A Huszth-ház, Petőfi szálláshelye 1845-ben, falán emléktábla. 2006 nyarára lett teljesen felújítva, továbbá egy kis emlékszobának is helyt ad.
- A vízimalom 1823-ban épült, itteni látogatásakor Petőfi itt fürdött meg a Rimában.
- Holokauszt-emlékmű az egykori zsinagóga helyén. Mag Gyula szobrászművész, két mózesi kőtáblát jelképező alkotását 2005. május 5-én avatták fel. Az emlékmű a városból elhurcolt több mint 1200 zsidó lakosnak állít emléket. A zsinagógát 1988-ban bontották le.[8]

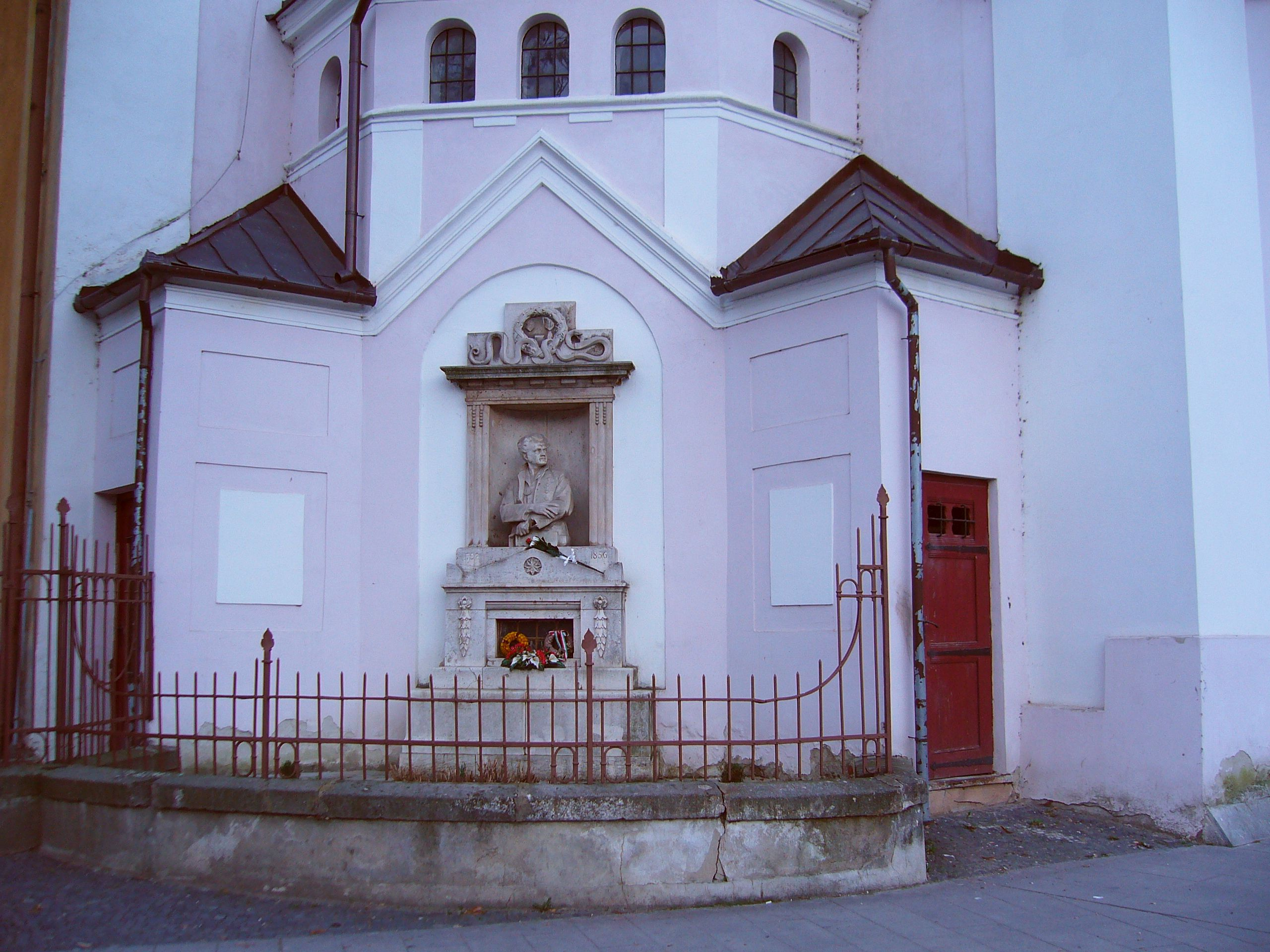
Ferenczy István (1792–1856) emlékműve a református templom homlokzatán

- A tamásfalvi városrészen áll a Zathureczkyek klasszicista kastélya. Ma mezőgazdasági kutatóintézet van benne.
- A tamásfalvi harangtorony a hagyomány szerint már a 16. században is állt, 1945 után restaurálták.
- Szabatkapusztán a törökök 1553-ban, Fülek elfoglalása után várkastélyt építettek, innen sanyargatták a környék népét. Ma csak maradványai láthatók.
- Kurinc-pusztán egykor johannita kolostor állott.
- A Barátkút Kurinc-puszta közelében csobogó forrásával a városiak kedvelt kirándulóhelye volt. A johanniták ide jártak ivóvízért.
- A város melletti Kőjankó szikla alatt negyedkori tó található, közelében barlangok láthatók.

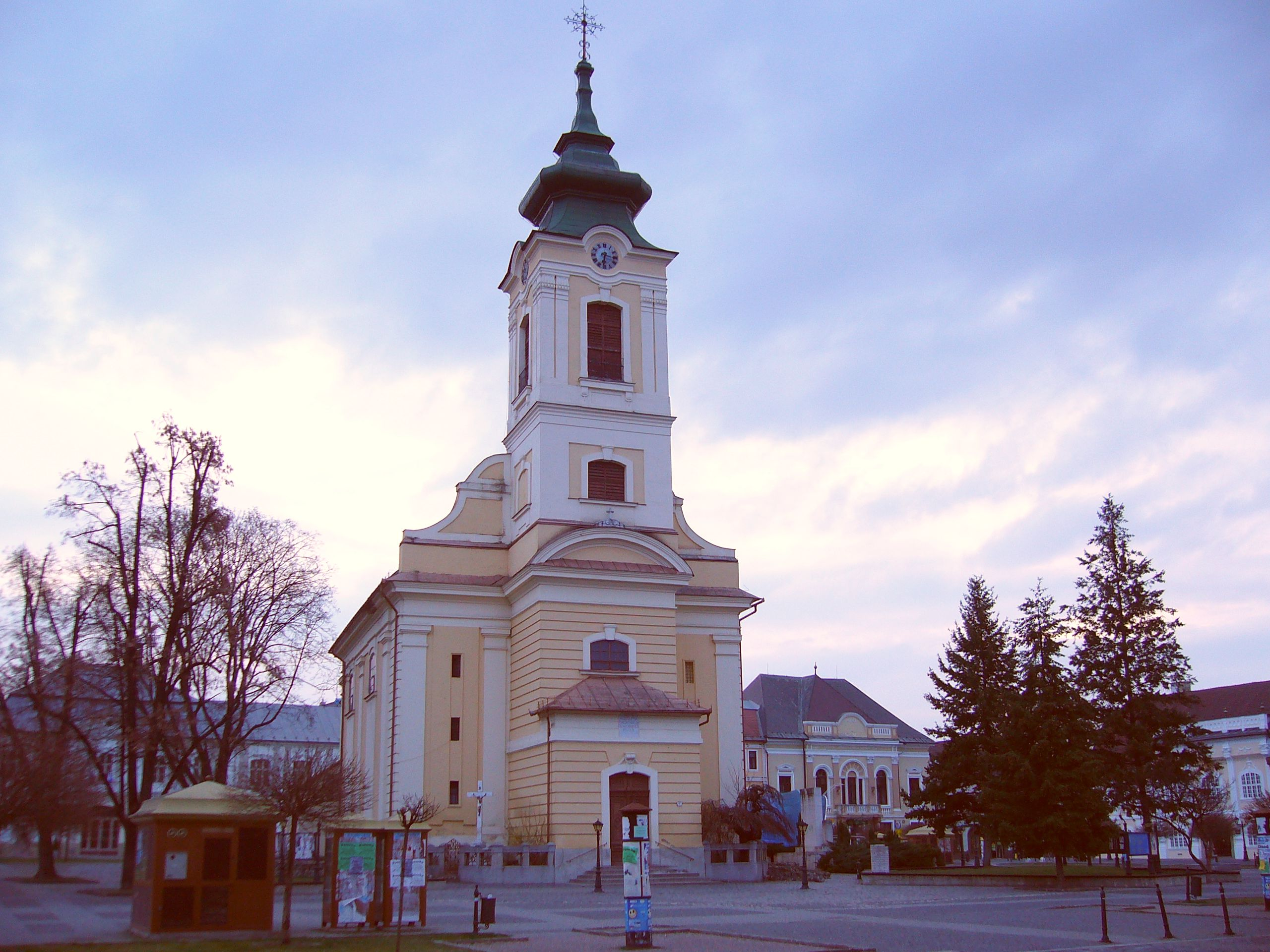
A katolikus templom a Főtéren

## Kulturális élet
- Győry Dezső Kulturális Napok.
- A Tompa Mihály Országos Vers- és Prózamondó Verseny országos döntőjét 1992 óta rendezik Rimaszombatban. A szavalóversenynek félévszázados hagyománya van, sokáig a Komáromi Napok keretében találkoztak az ország legjobbjai, később azonban Gömör szívében külön fesztivált kaptak a vers- és prózamondók.

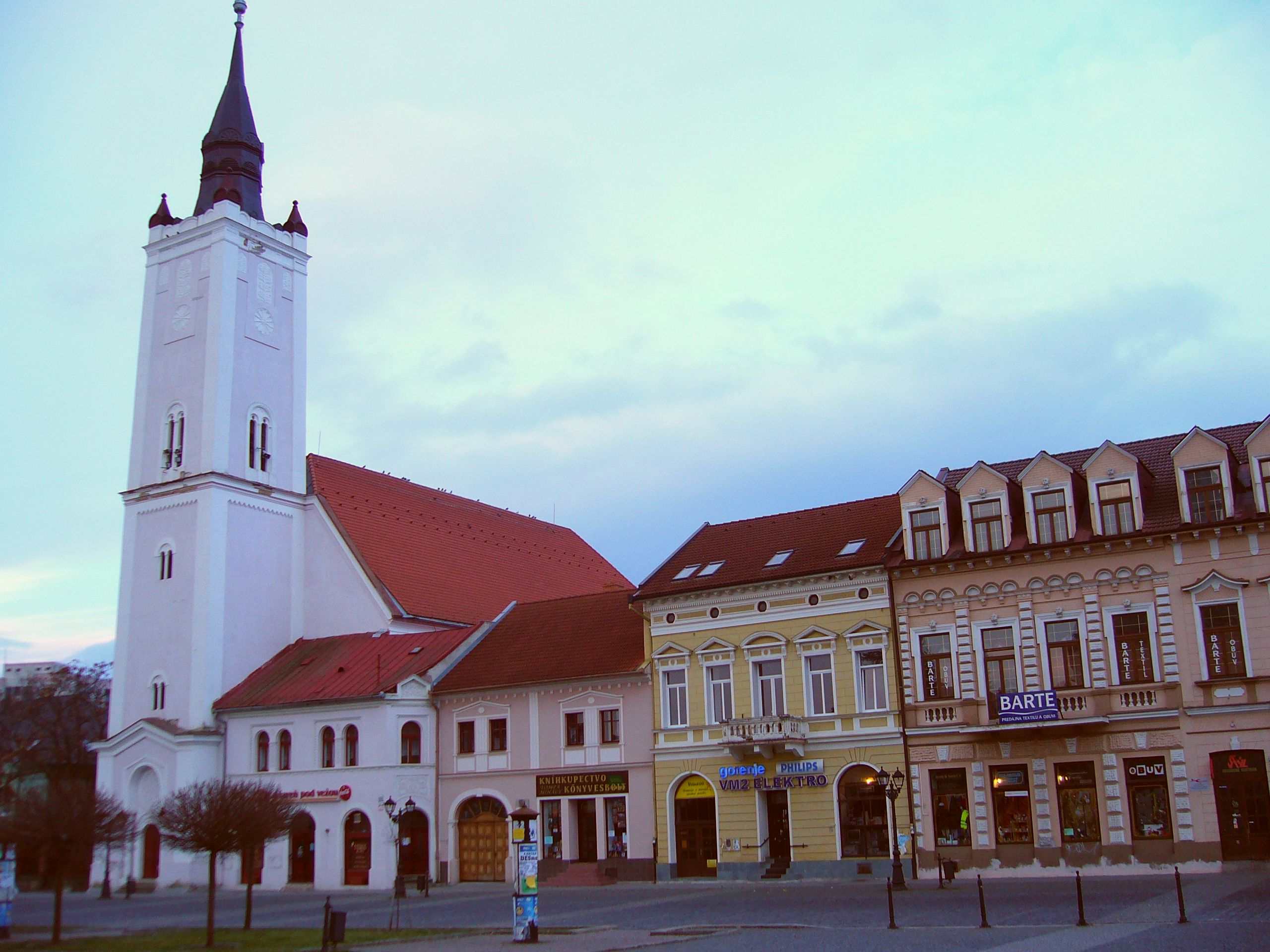
A református templom a Főtéren

## Sport
- Labdarúgás – a szervezett futballélet 1908-ban kezdődött a városban. A helyi labdarúgóklub fénykora a kilencvenes évek végére tehető, az FC Tauris Rimavská Sobota 1996-ban feljutott az élvonalba. A 2003/2004-es idény óta ismét a másodosztályban szerepel.
- Jégkorong – a város jégkorongcsapata a HKM Rimavská Sobota, ami 1995 óta működik a városban, jelenleg a harmadosztályú 2. hokejová ligában szerepel.

## Gazdasága
- Cukorgyára az 1980-as években 200 000 tonna cukorrépát dolgozott fel évente.

## Híres személyek

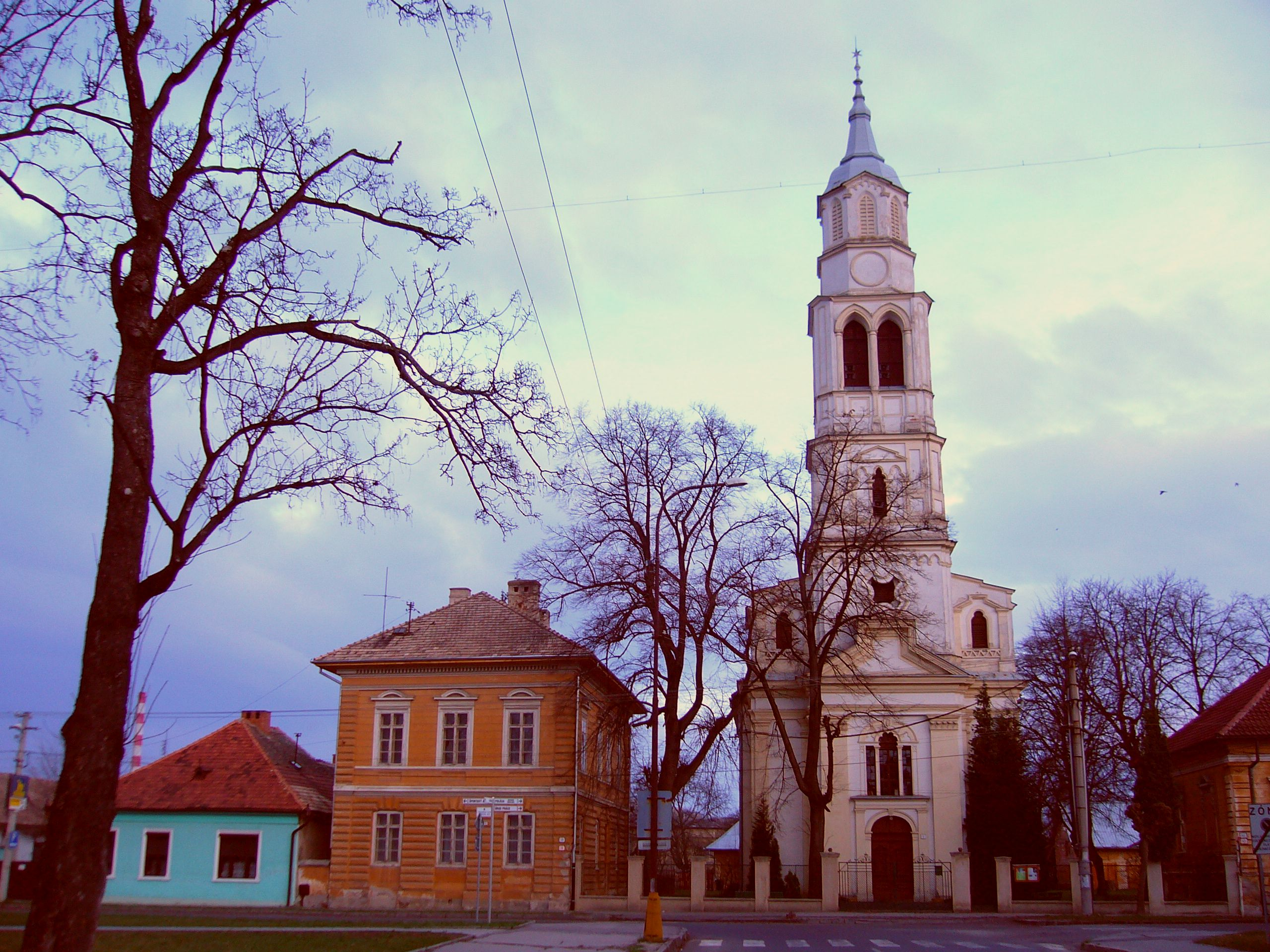
Az evangélikus templom

- Itt született 1630-ban Harsányi István református lelkész, teológus, történetíró, egyike a gályarabságra hurcolt református papoknak, aki megírta rabsága történetét.
- Itt született 1660-ban Kaposi Juhász Sámuel tanár, csillagász, az első héber betűkkel nyomtatott magyarországi könyv szerzője.
- Itt született 1718-ban Hatvani István, kora egyik legkiválóbb magyar tudósa, a "magyar Faust".
- Itt született 1742-ben Decsy Sámuel író, orvos, a Magyar Kurír és Magyar Múzsa című lapok szerkesztője.
- Itt született 1749-ben Szombathy János író, tanár, a sárospataki kollégium rektora, Kazinczy Ferenc barátja.
- Itt született 1781-ben Szentpétery József ötvösművész, a 19. század legjelentősebb magyar ötvösművésze.
- Itt született 1792. február 24-én és itt nyugszik Ferenczy István szobrászművész.
- Itt született 1817. szeptember 28-án Tompa Mihály költő.
- Itt született 1818-ban Szathmáryné Farkas Lujza, a budapesti Nemzeti Színház egyik legkiválóbb komikája, haláláig tiszteletbeli tagja.
- Itt született 1821-ben Berecz Károly ügyvéd, költő, újságíró.
- Itt született 1823-ban Ferenczy Teréz költőnő.
- Itt született 1824-ben Batizfalvy István 48-as honvéd, tanár, író, újságíró, a Magyar Nép Lapja szerkesztője.
- Itt született 1826-ban Batizfalvy Sámuel orvos, a magyar ortopédia úttörője, az MTA levelező tagja.
- Itt született 1828-ban Halász László szobrászművész, alkotásai többek közt a prágai várban láthatók.
- Losoncon (1830) született, de élete jelentős részében Rimaszombatban tevékenykedett, alapított intézményeket Fábry János muzeológus, tudós-tanár, akinek nevét a város egyik fő utcája is őrzi.
- Itt született 1834-ben Balás Frigyes író.
- Itt született 1844-ben Findura Imre író, történész, aki a város történetét is megírta.
- Itt született 1845-ben Bodon József író.
- Itt született 1849-ben Jekelfalussy József, az MTA tagja, a Magyarországi Helységnévtár egyik szerkesztője, statisztikus.
- Itt született 1850. szeptember 8-án Blaha Lujza színművésznő, a Nemzeti Színház örökös tagja, a nemzet csalogánya.
- Itt született 1851. december 26-án Hazai Samu tábornok, honvédelmi miniszter.
- Itt született 1854-ben Bernát István egyetemi tanár, az MTA tagja, a Magyar Nemzeti Bank alelnöke.
- Itt született 1856-ban Broncs Béla vegyészmérnök, a bronolit feltalálója.
- Itt született 1868-ban Richter Aladár botanikus, egyetemi tanár, az MTA levelező tagja.
- Itt született 1874-ben Farkasfalvi Farkas Géza magyar huszáralezredes, földbirtokos, a tiszáninneni református egyházkerület főgondnoka, országgyűlési képviselő, felsőházi tag († 1950).
- Itt született 1879-ben Tichy Gyula festőművész.
- Itt született 1882-ben Bresztovszky Ernő író, műfordító, újságíró.
- Itt született 1890-ben Vígh Bertalan festőművész.
- Rimatamásfalván született 1894-ben, de itt élt Andrik János parasztfestő, Rimatamásfalva egykori bírája
- Itt született 1896-ban Mátrai-Markovits Jenő festőművész.
- Itt született Vajda Árpád (Rimaszombat, 1896. május 2. – Budapest, 1967. október 25.) nemzetközi sakkmester, olimpiai bajnok.
- Itt született Lukács Béla (1892–1958) politikus, főispán, a Kállay-kormány tárca nélküli hadigondozási minisztere.
- Itt született 1900-ban Győry Dezső író, újságíró.
- Itt született 1902-ben Szombathy Viktor író, újságíró, akit írásai alapján a "szlovákiai Mikszáthnak" neveztek.
- Itt született 1903-ban Pásztory Ditta zongoraművésznő, Bartók Béla felesége. Bartók is fellépett a városban.
- Itt született 1904-ben A. Tóth Sándor festőművész.
- Itt született 1905-ben Sipos Géza református lelkész és egyházi író.
- Itt született 1907-ben Kapor Elemér költő, újságíró.
- Itt született 1910-ben Baráth László ügyvéd, publicista, lapszerkesztő.
- Itt született 1911-ben Fábry Zoltán (Fábry János unokája), huszár-alezredes, "Rimaszombat mártírja", az 1951-ben koncepciós perben kivégzett katonatiszt.
- Itt született 1917-ben Kolbenheyer Tibor geofizikus, asztrofizikus, az MTA tiszteleti tagja.
- A rimaszombati szülészeten jött világra 1966-ban (de bátkai származású) Simon Attila történész, a Fórum Kisebbségkutató Intézet igazgatója.
- A Huszth-házban szállt meg 1845-ben Petőfi Sándor, a ház falán márványtábla emlékeztet erre.
- Itt volt 1851 és 1857 között kőfaragósegéd, majd Ferenczy István tanítványa Izsó Miklós szobrászművész.
- Itt alkotott Alexander Bernolák szlovák író, újságíró.
- Itt hunyt el 1871-ben Bodon Ábrahám újságíró, tankönyvíró, az Országgyűlési Tudósítások szerkesztője.
- Itt hunyt el 1912. május 7-én Terray István régész, történész, a magyar hegymászás és turizmus úttörője.
- Itt bujkált a Tanácsköztársaság bukása után Déry Tibor író.
- Itt élt a két világháború között Janko Jesenský szlovák író mint a megye főispánja.
- Itt tanított Kozlay Kálmán (1890-1965) evangélikus lelkész, gimnáziumi tanár, fényképész.

## Képtár

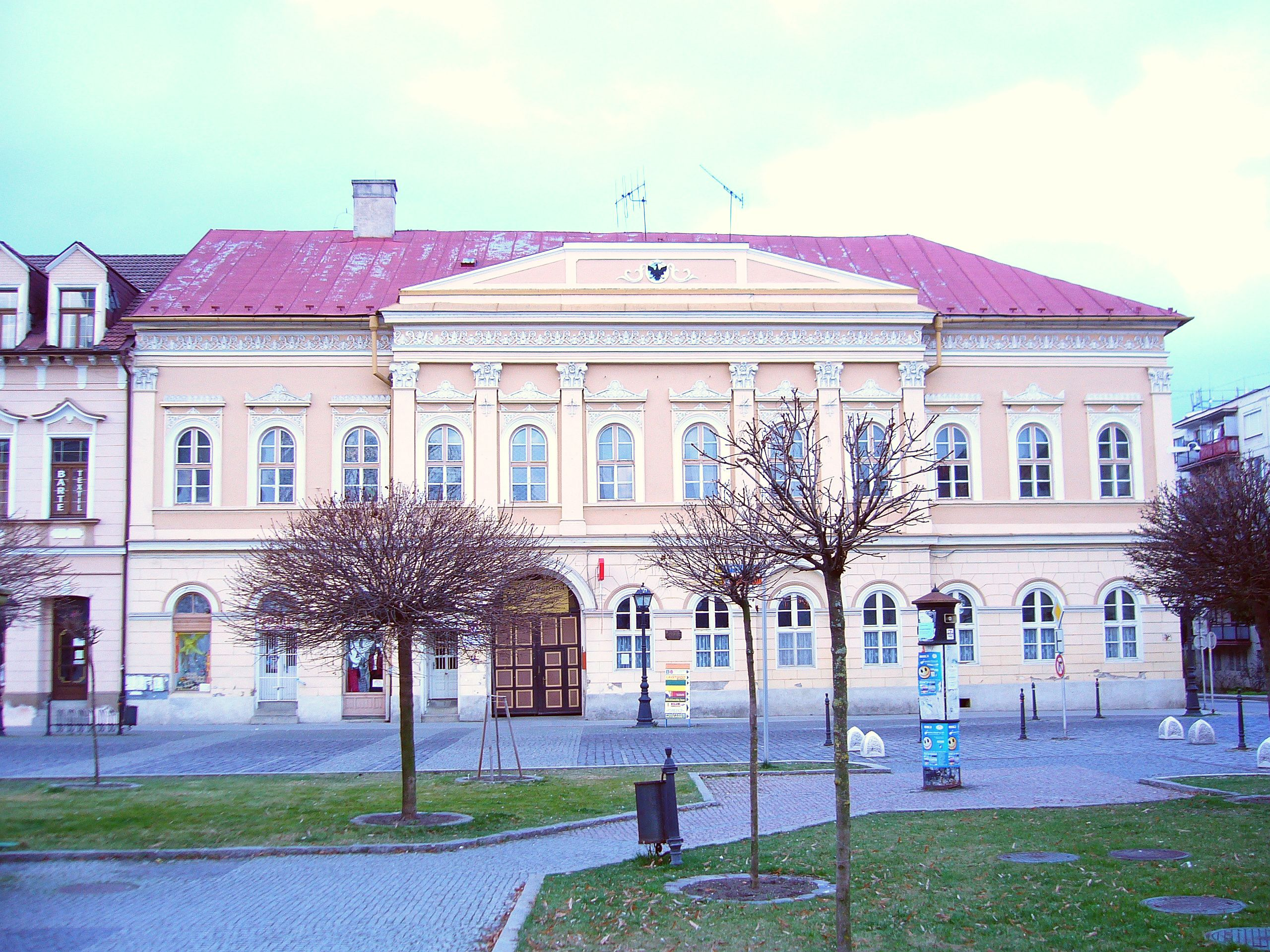
Az egykori megyei hivatal, majd pénzügyigazgatóság, majd kaszárnya épülete a Főtéren. Ma szakközépiskola. Miks Ferenc tervezte az 1840-es években a Fekete Sas szálloda épületeként.
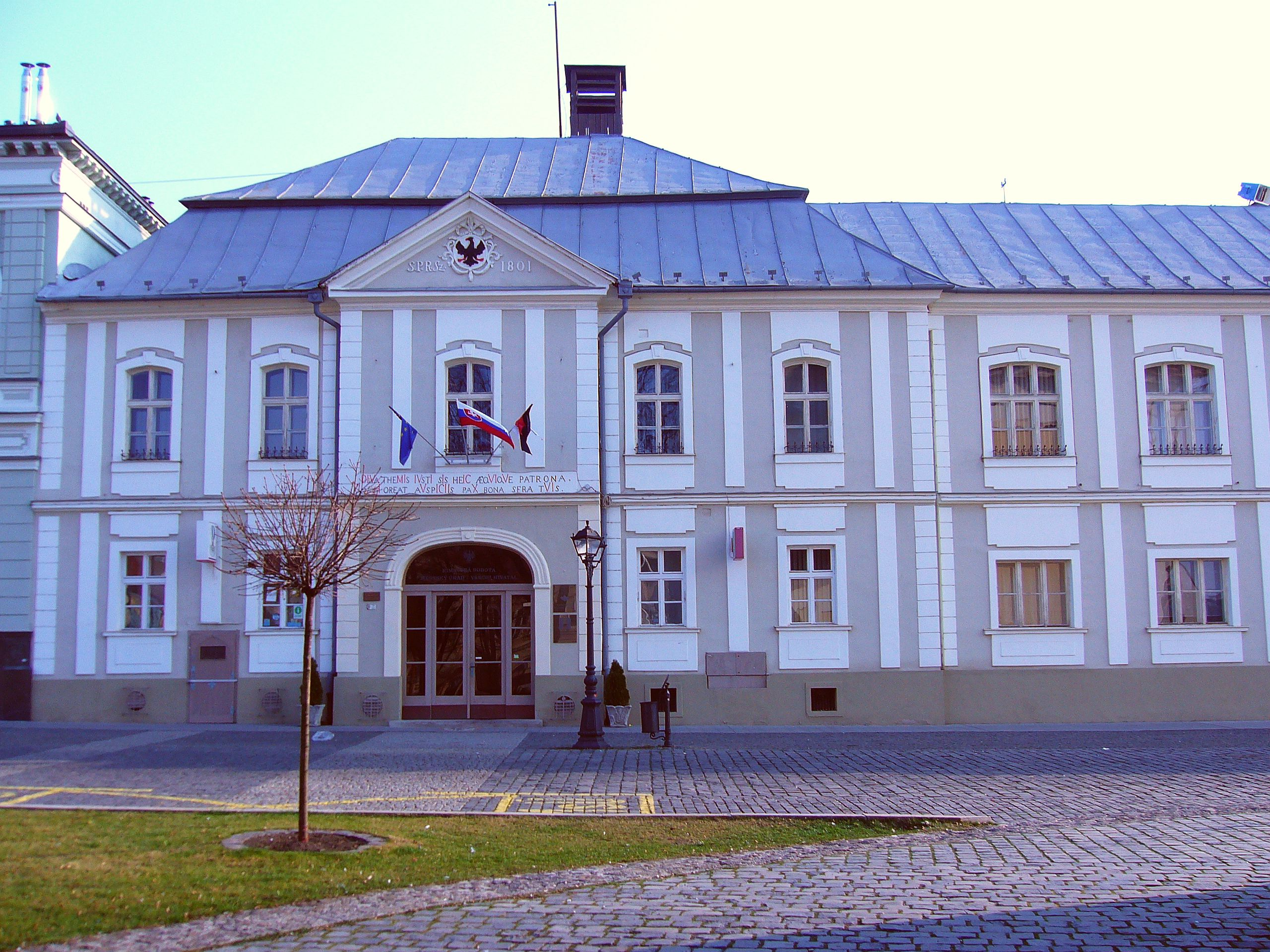
A városi levéltár épülete a Főtéren
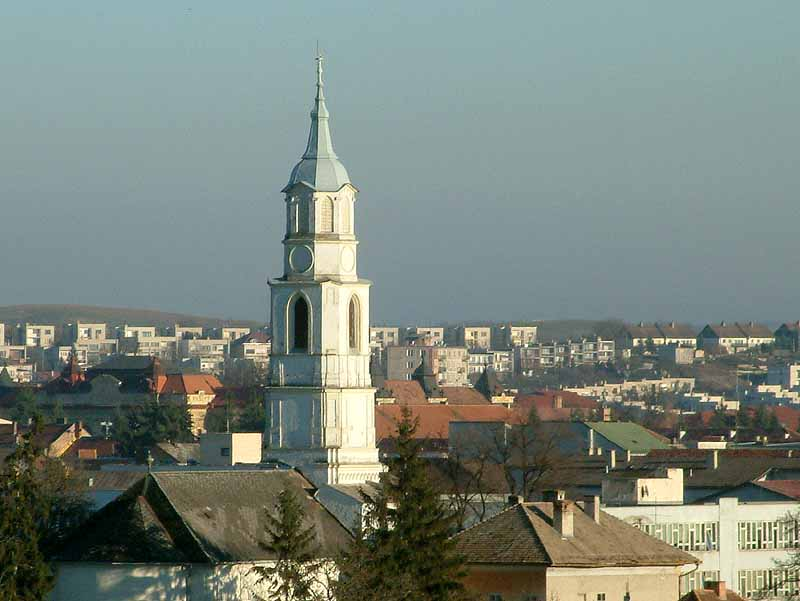
Rimaszombati részlet, előtérben az evangélikus templom tornya
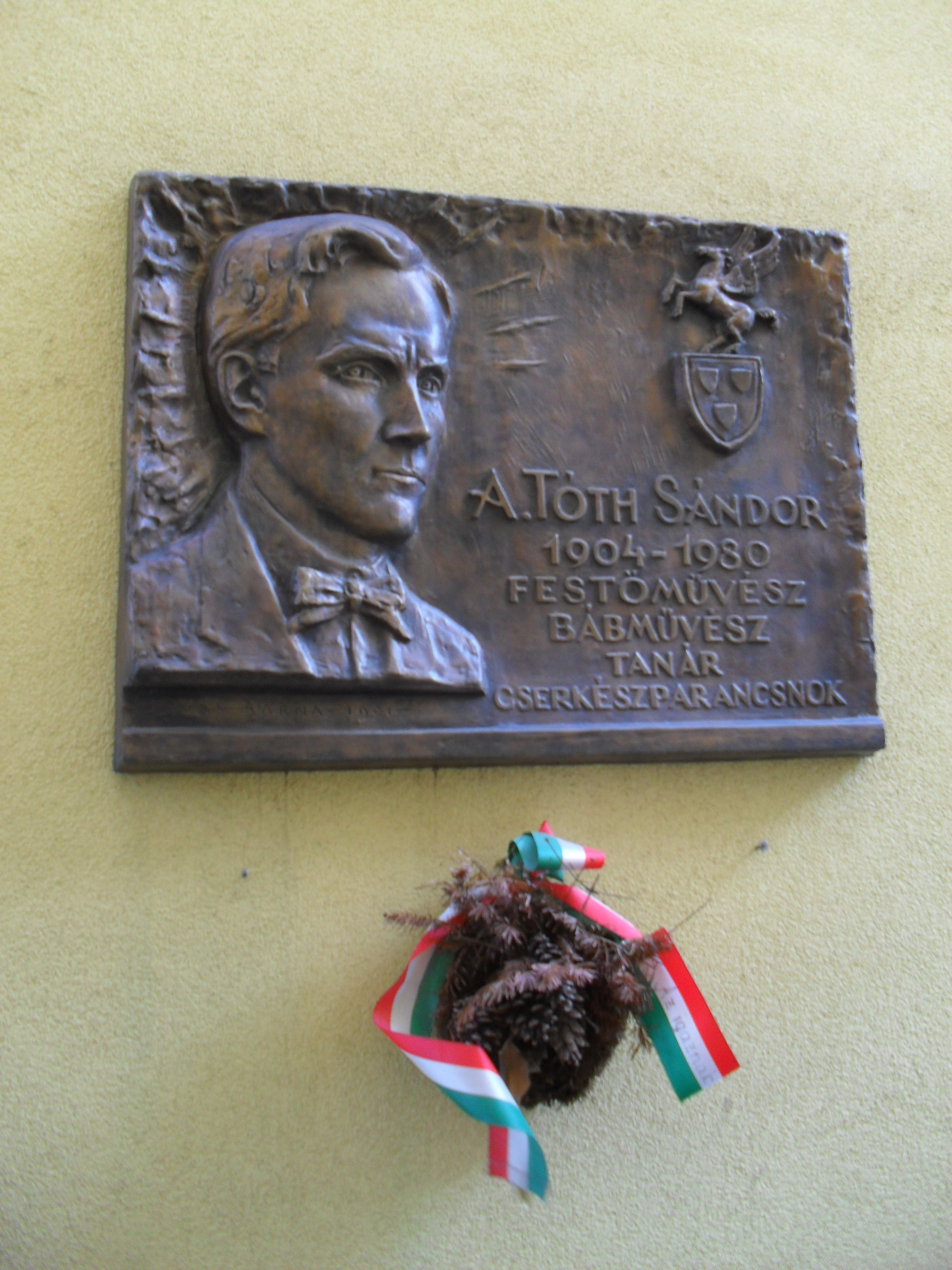
A. Tóth Sándor emléktáblája
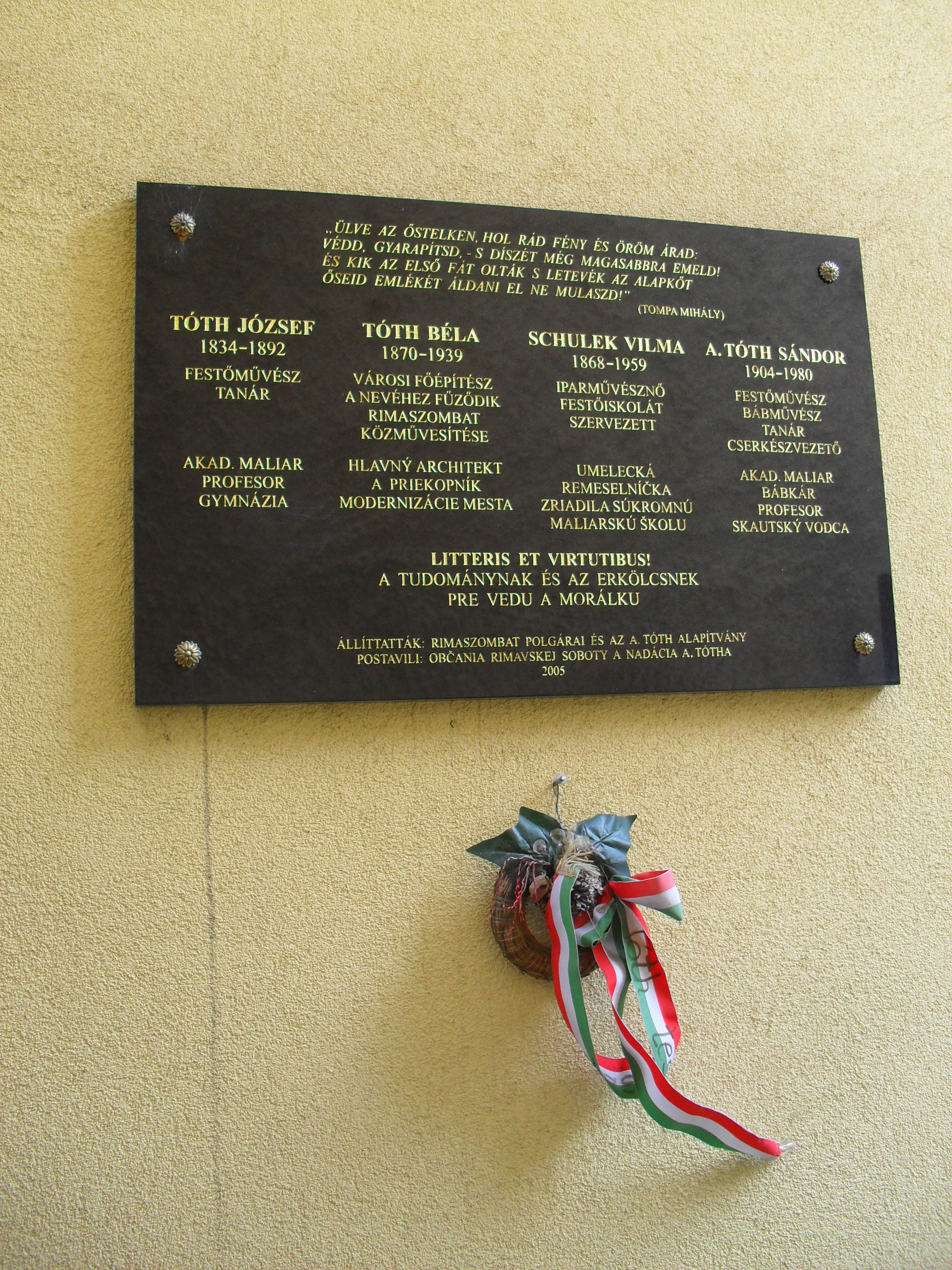
Rimaszombati művészek emléktáblája
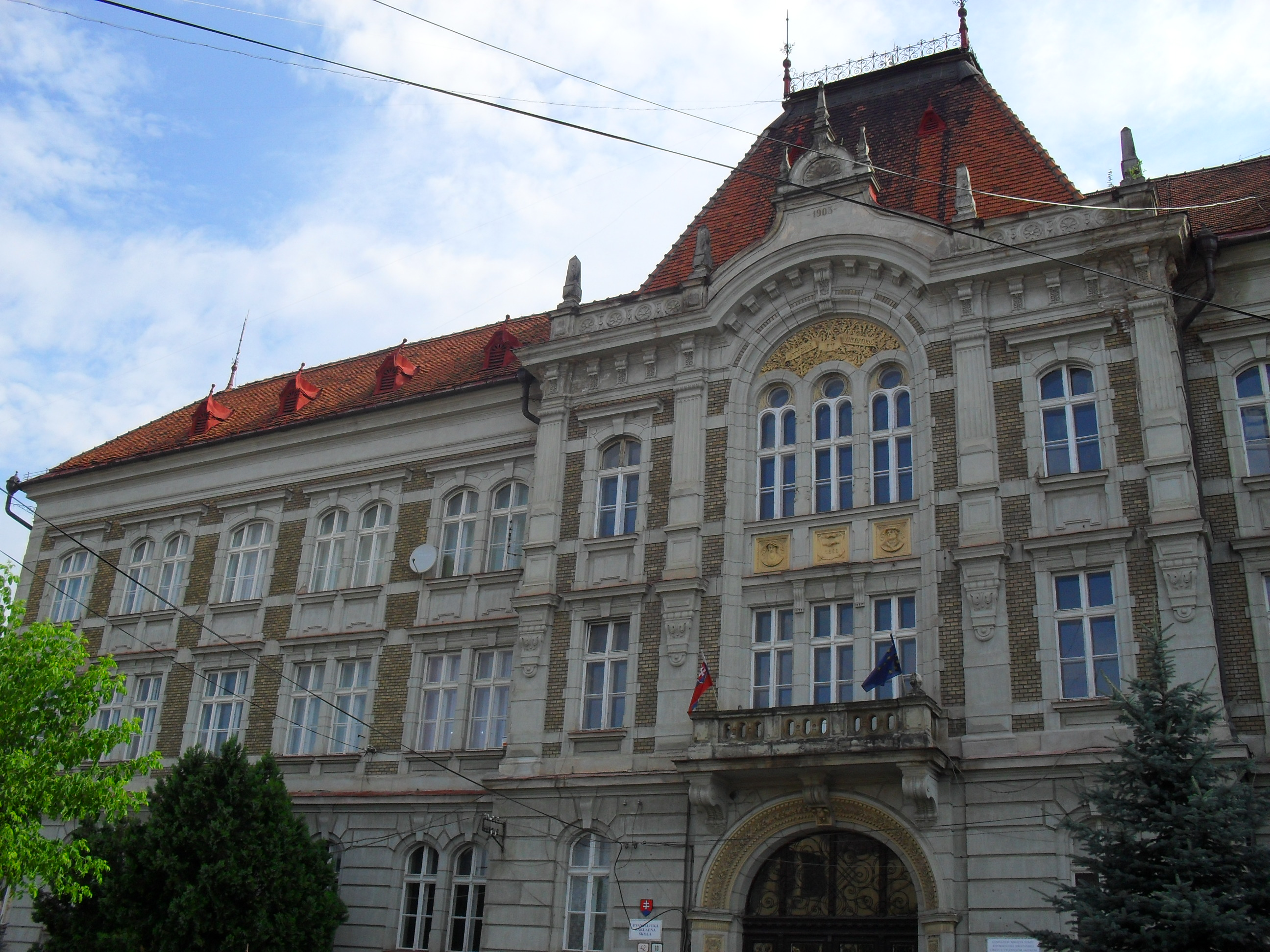
A rimaszombati református gimnázium
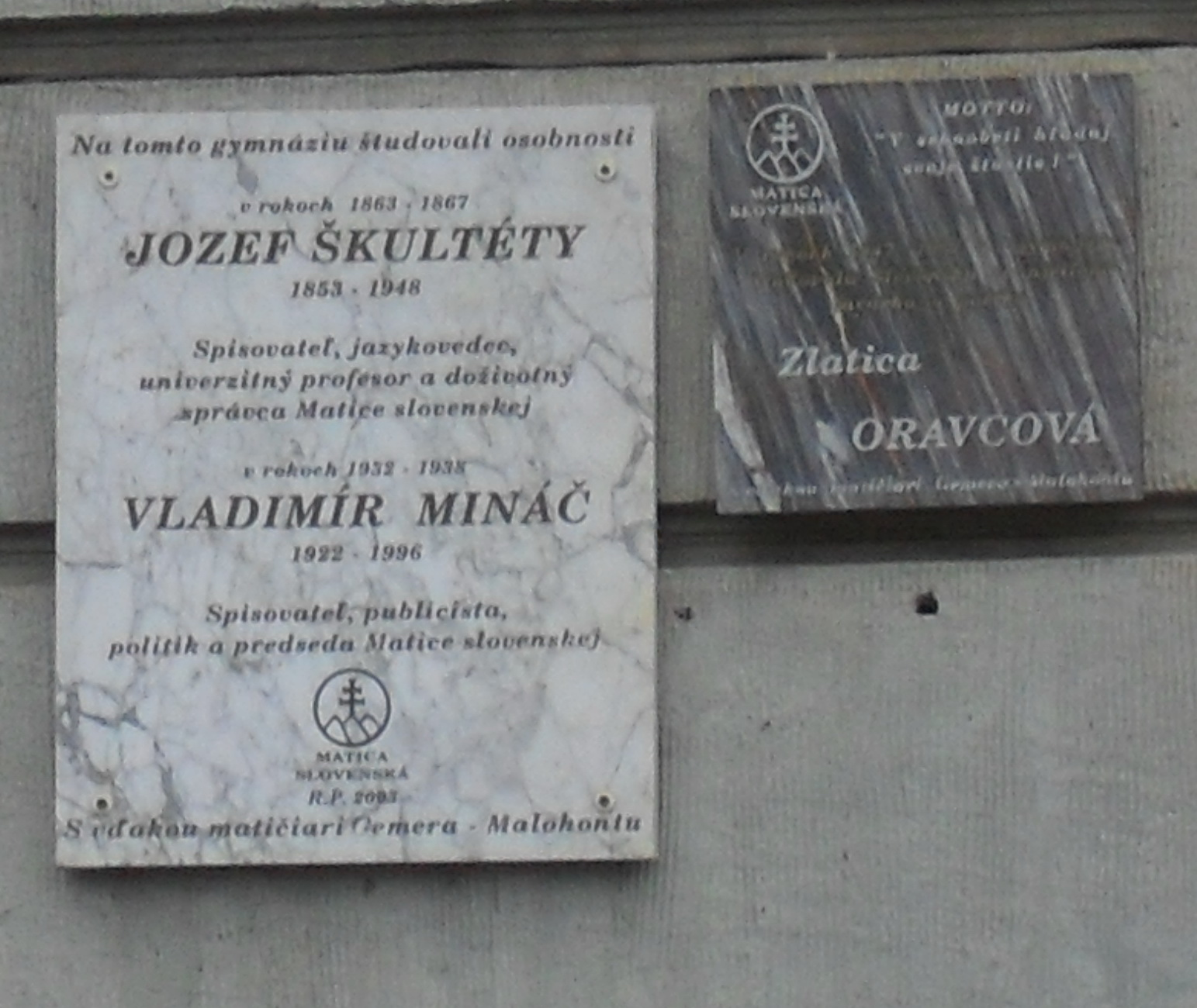
Emléktáblák a szlovák gimnázium falán
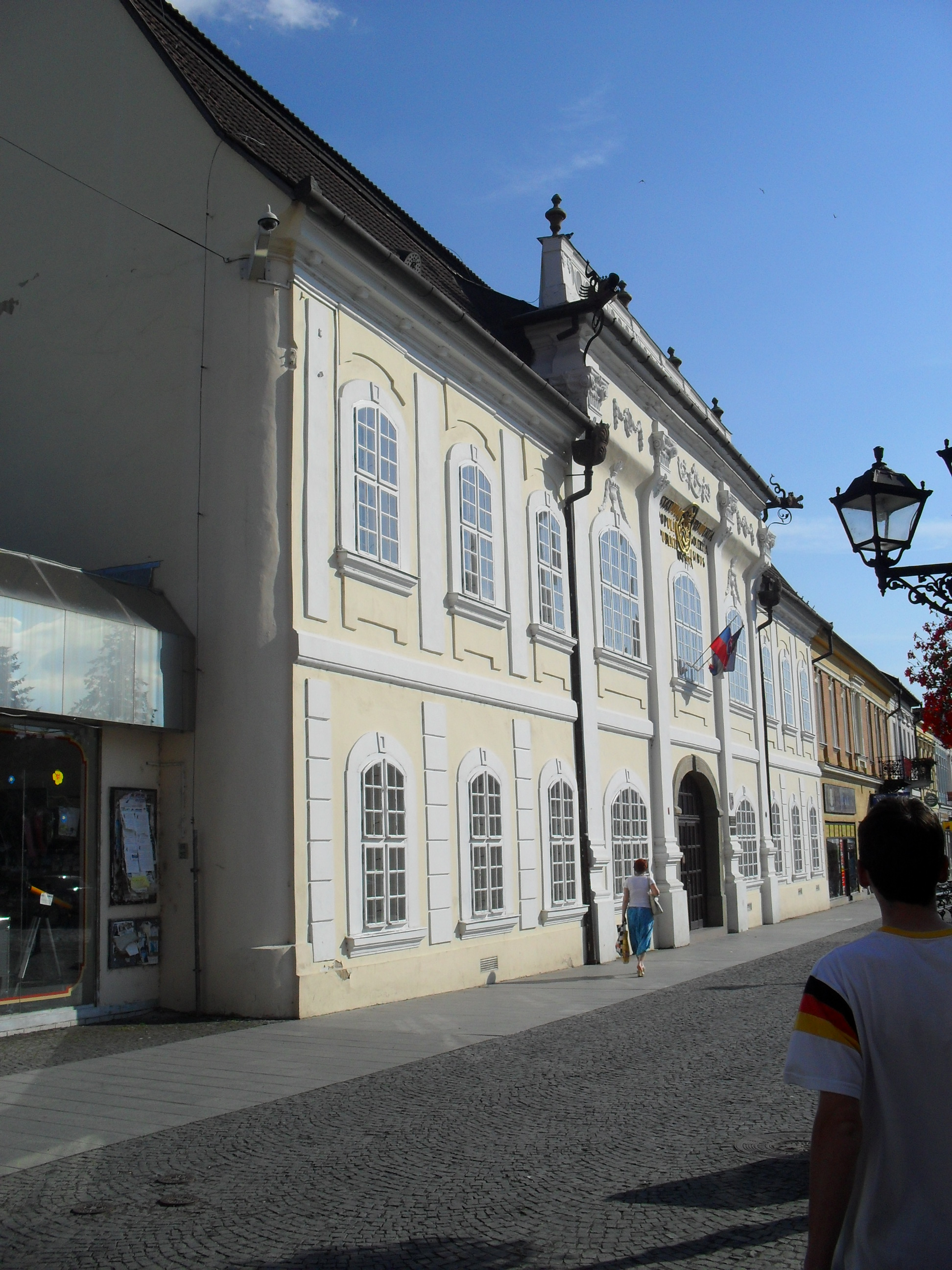
Fő tér
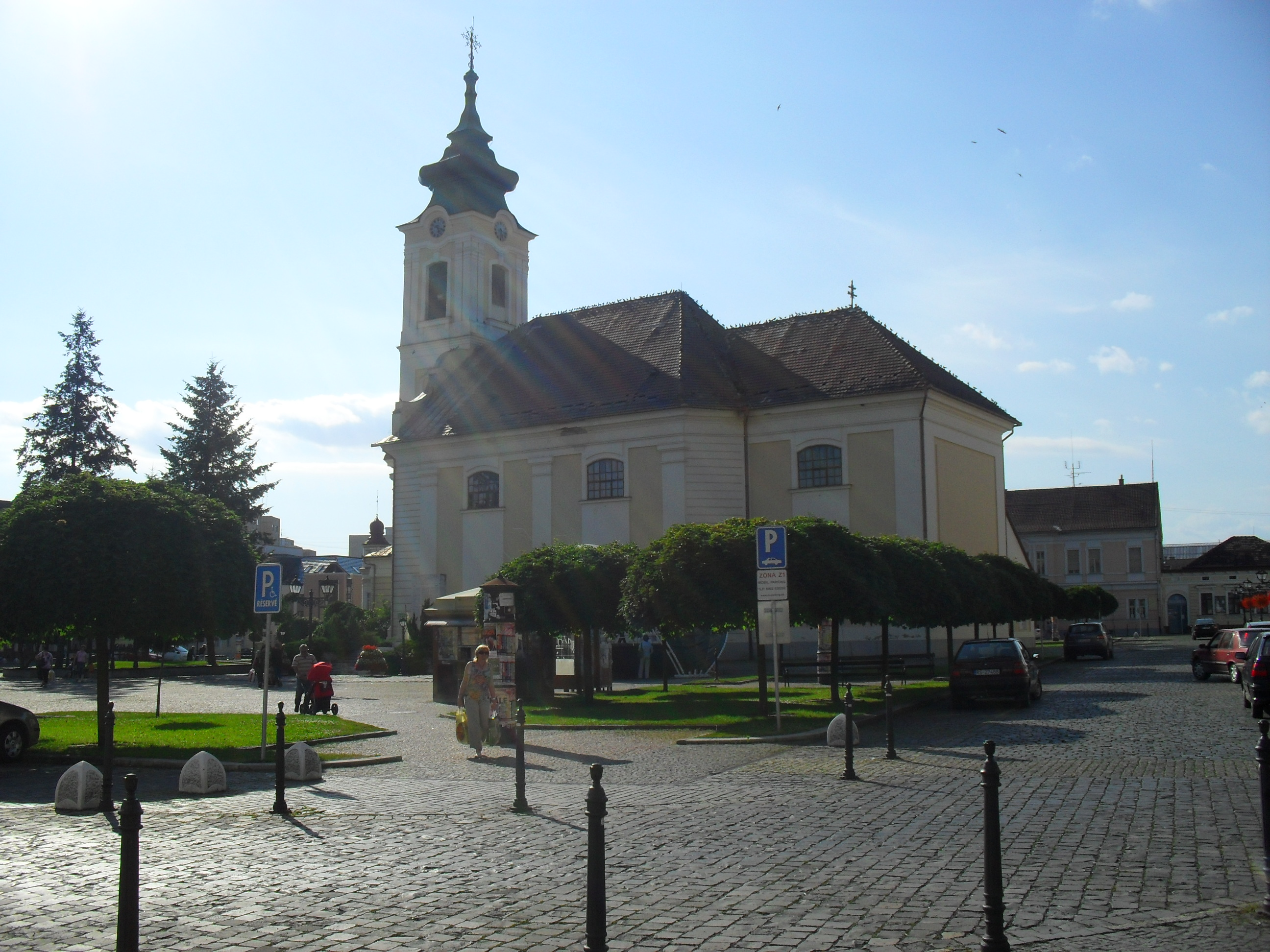
Fő tér, katolikus templom
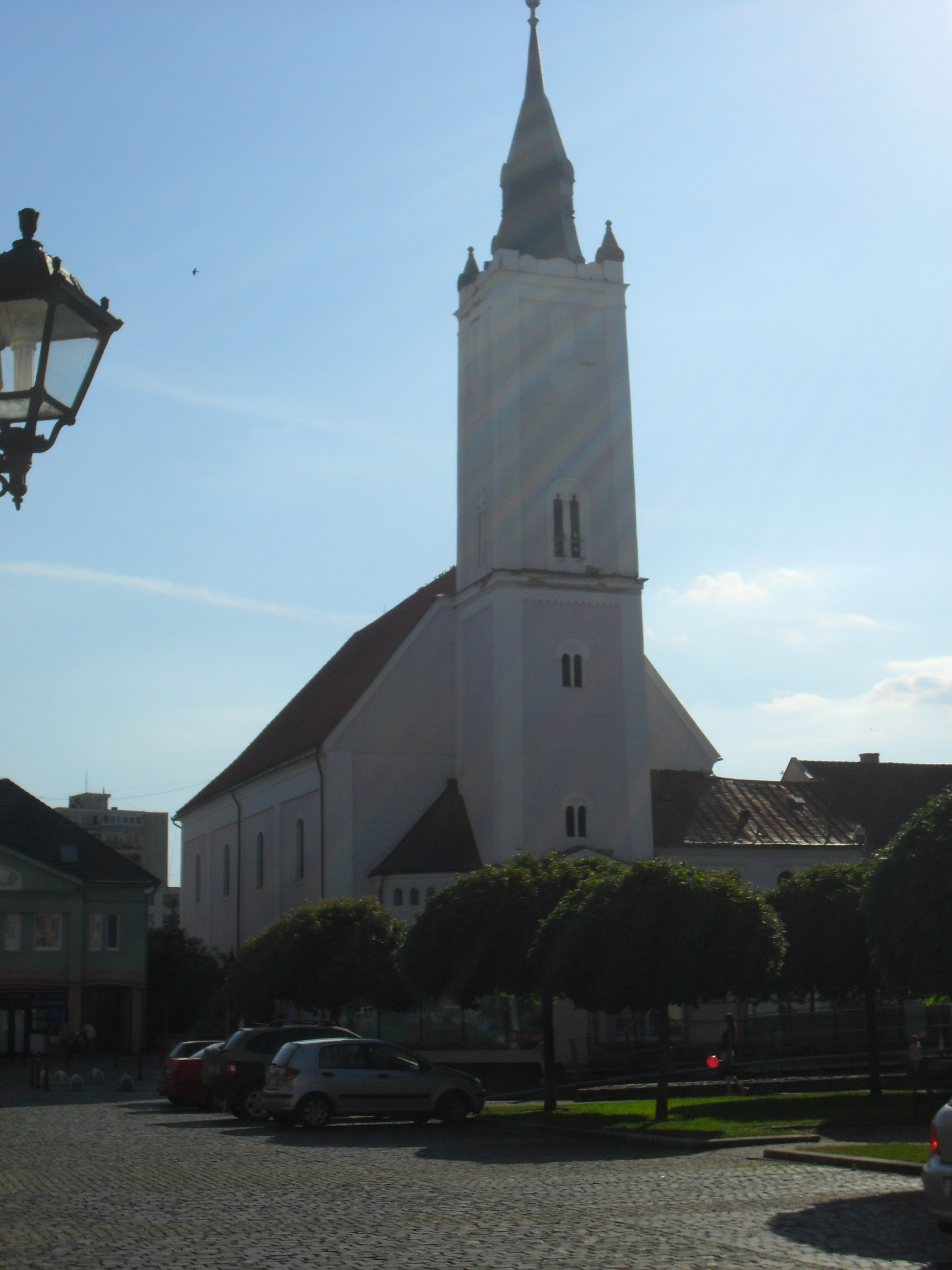
Református templom
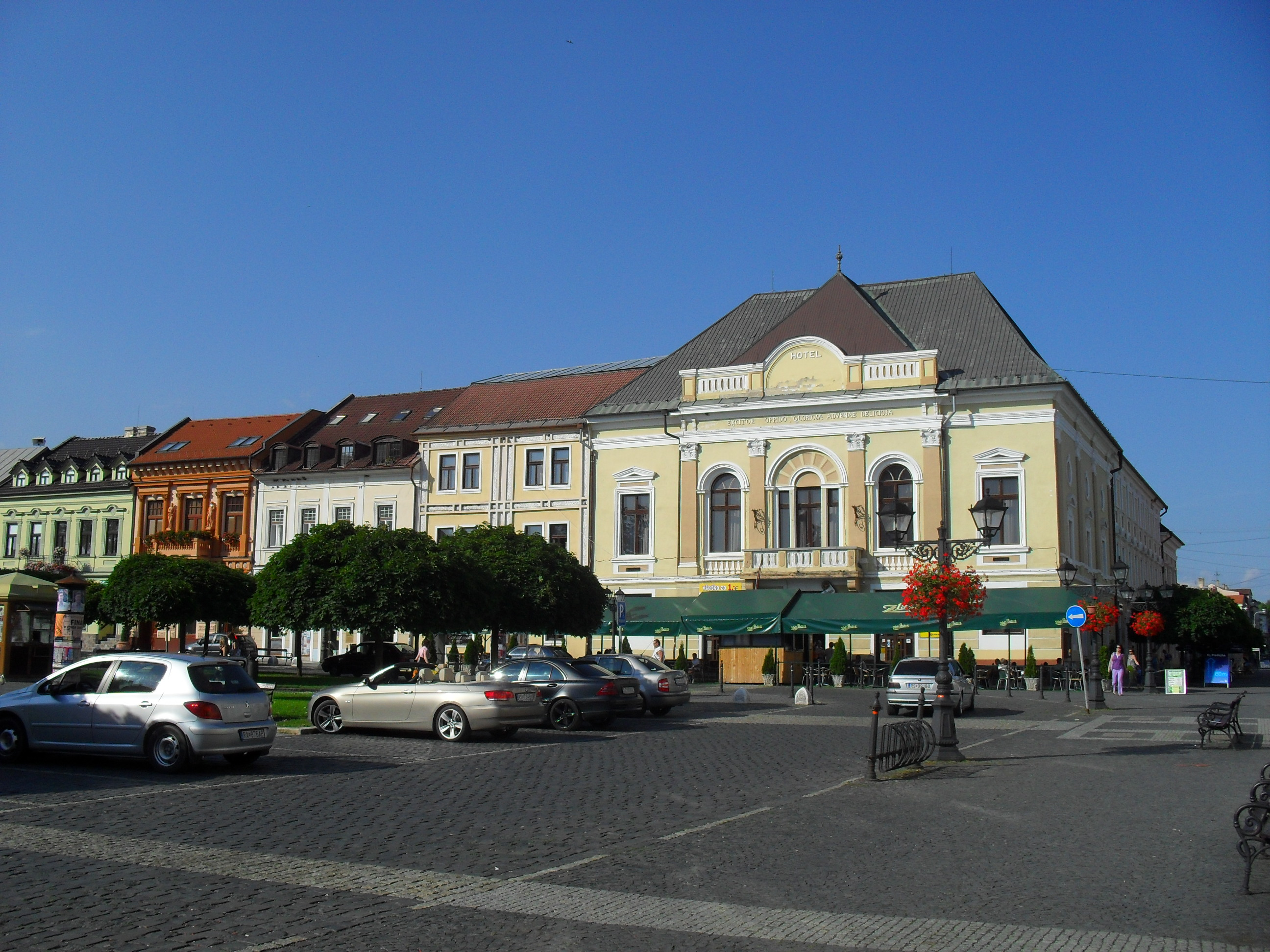
Fő tér
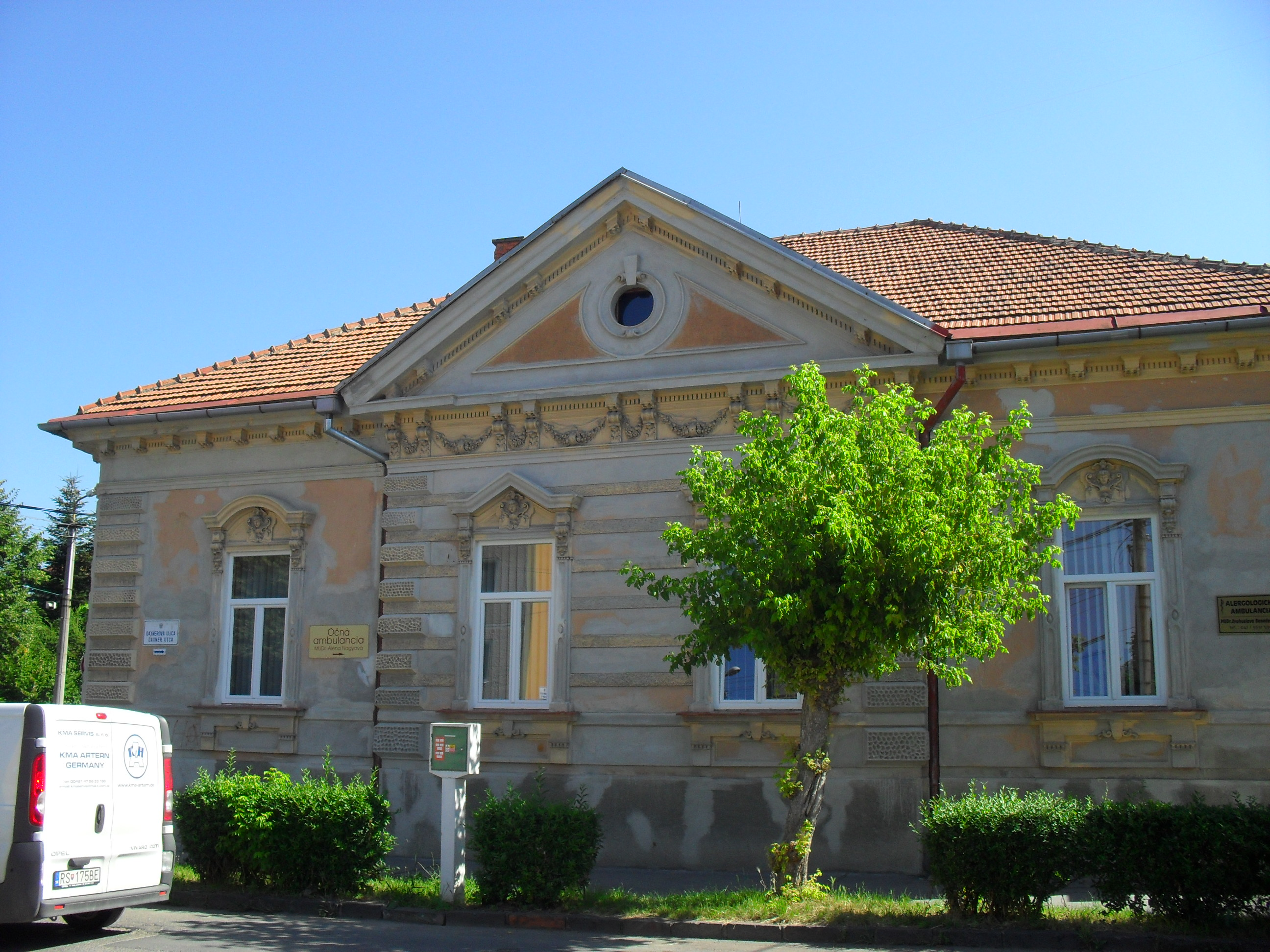
Régi ház a Daxner utcában
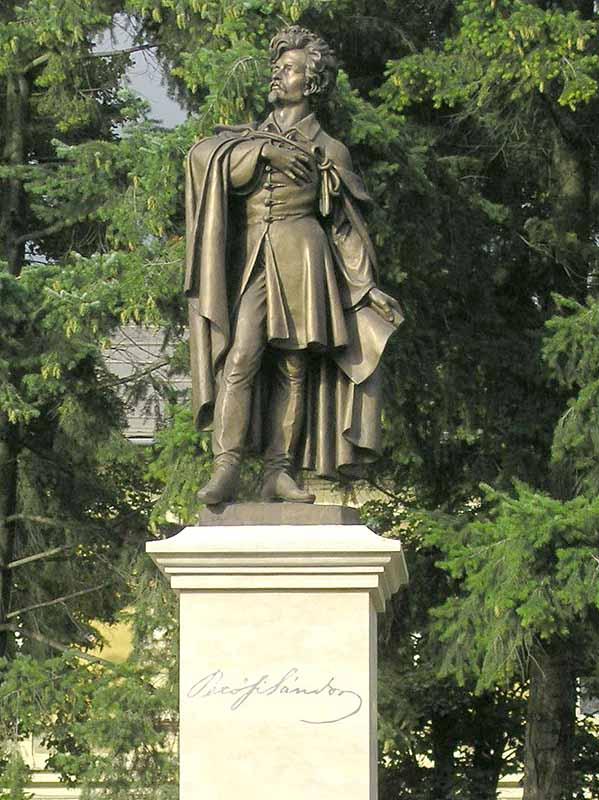
Petőfi Sándor szobra
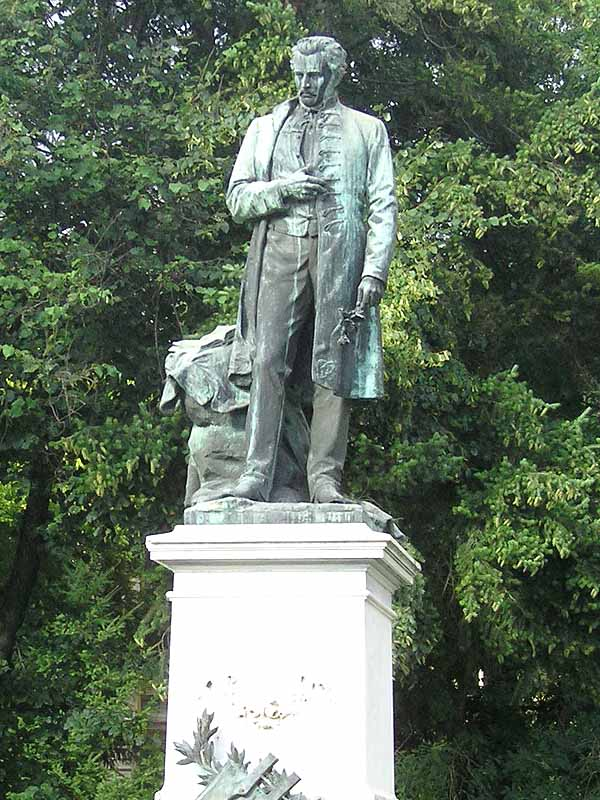
Tompa Mihály szobra
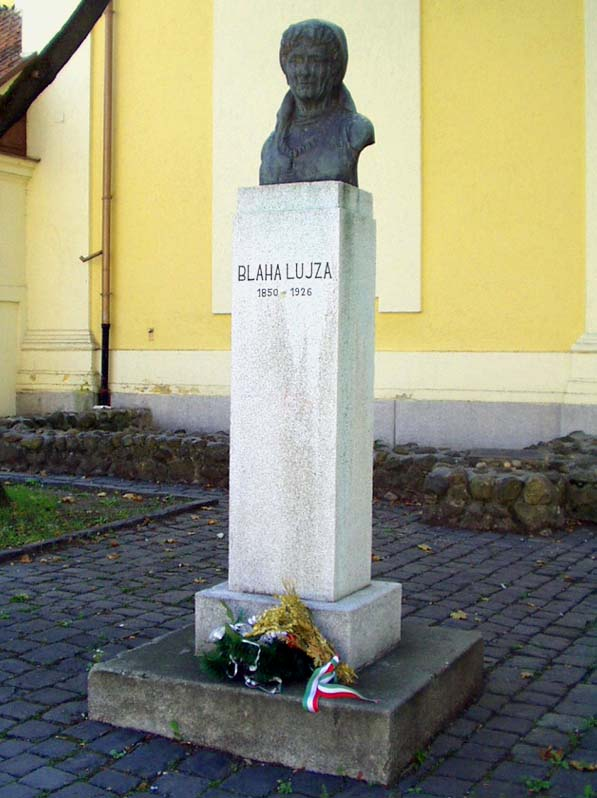
Blaha Lujza mellszobra
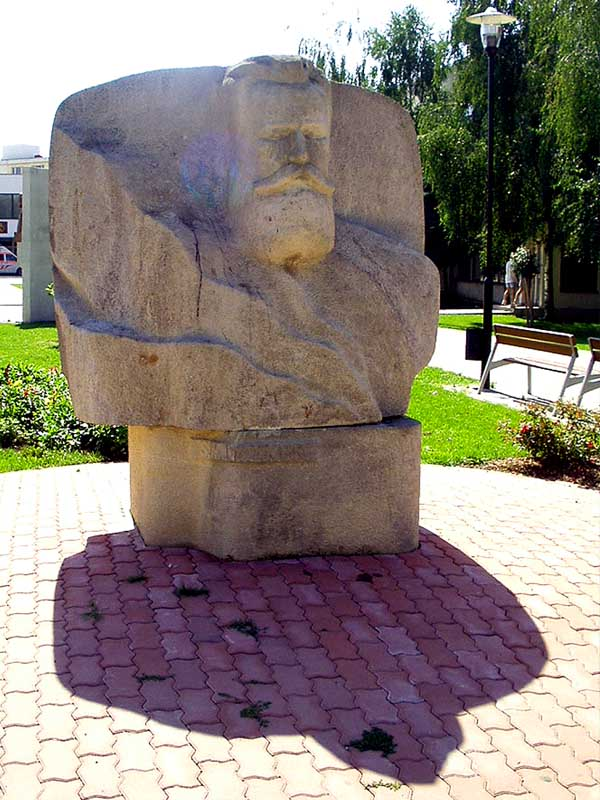
Štefan Daxner szobra
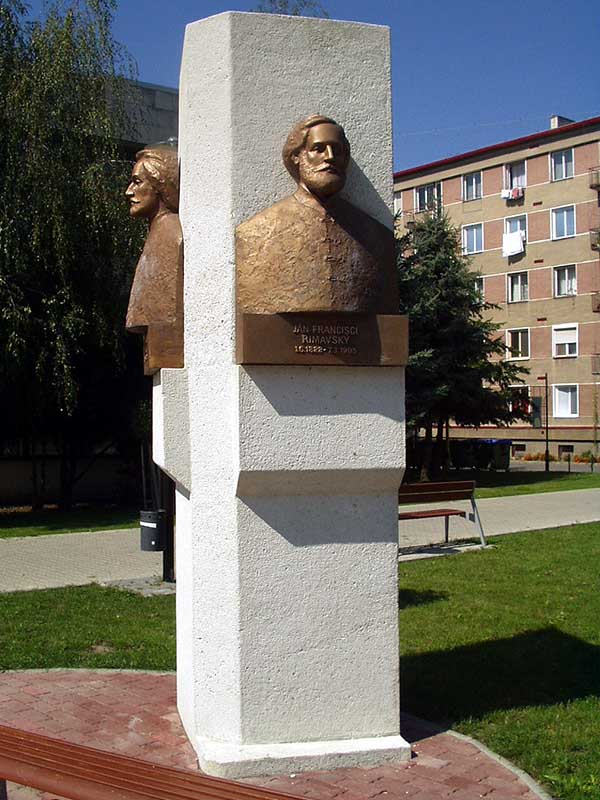
Ján Francisci-Rimavský mellszobra
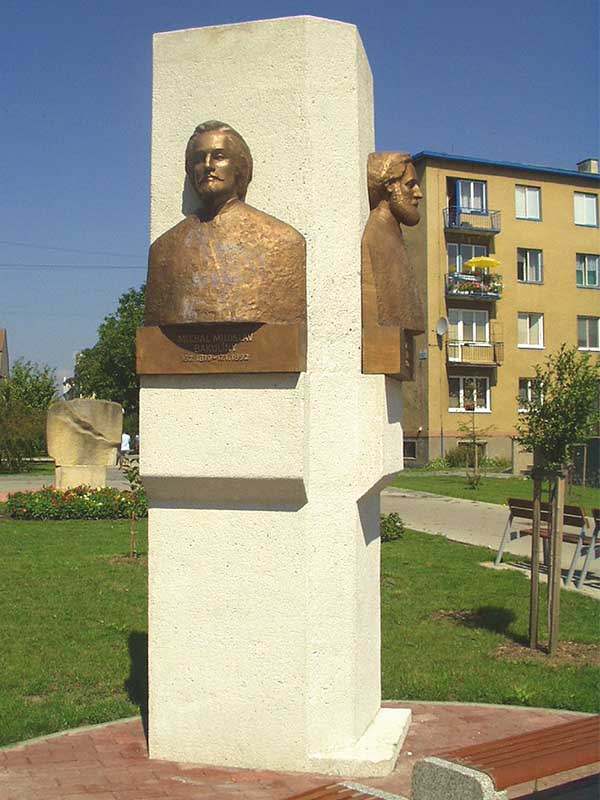
Michal Bakuliny mellszobra
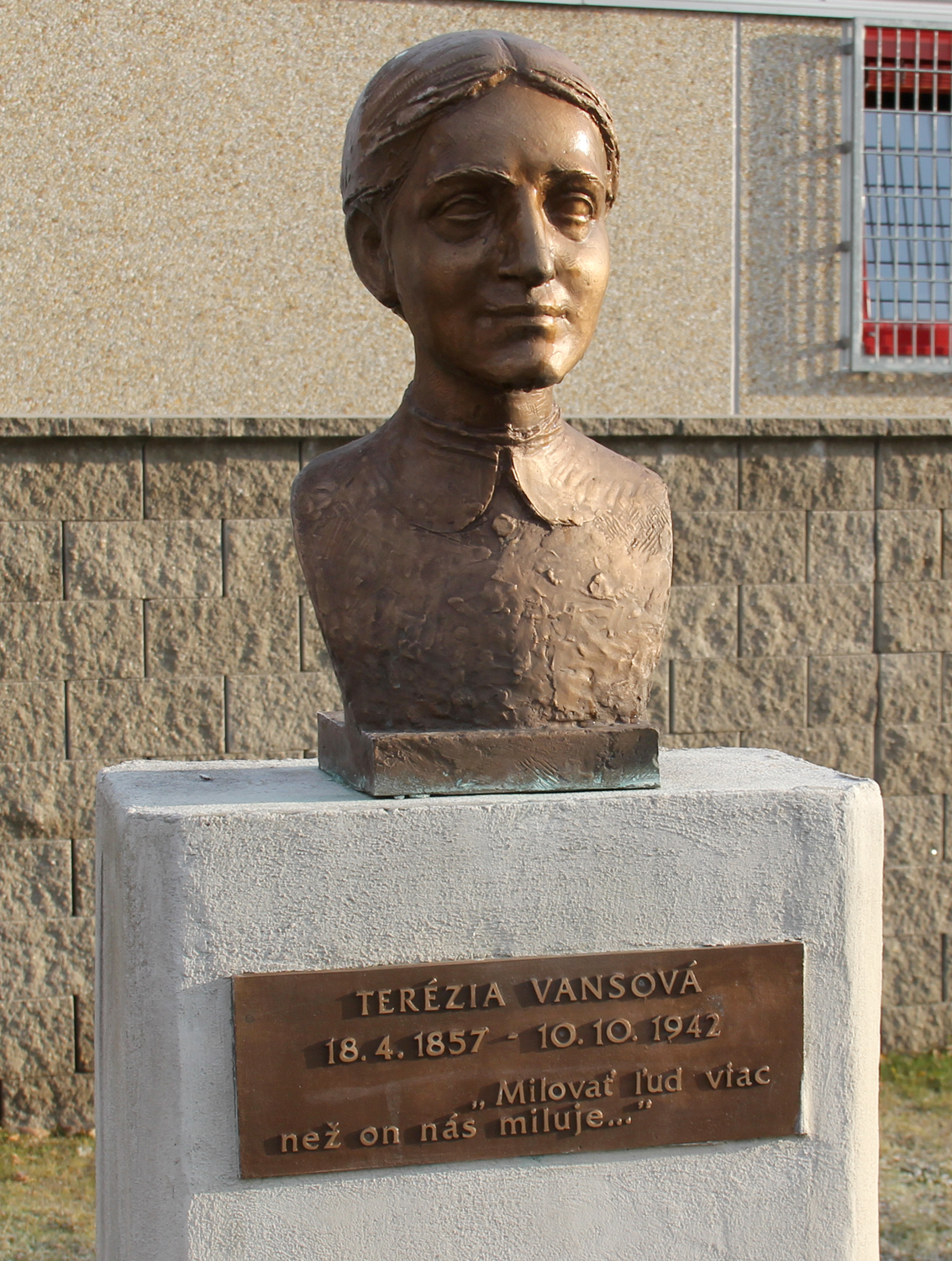
Terézia Vansová mellszobra
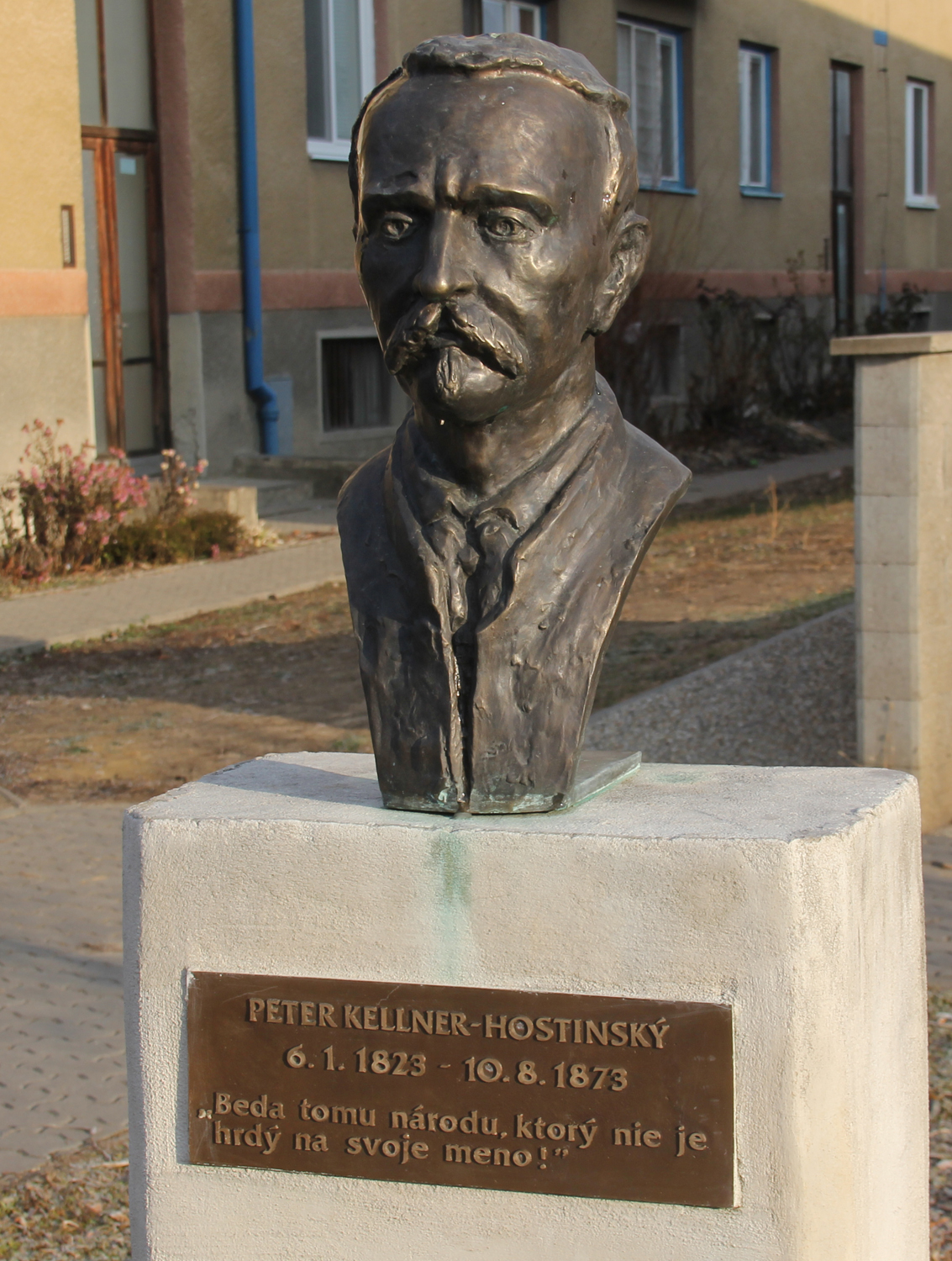
Peter Kellner Hostinský mellszobra
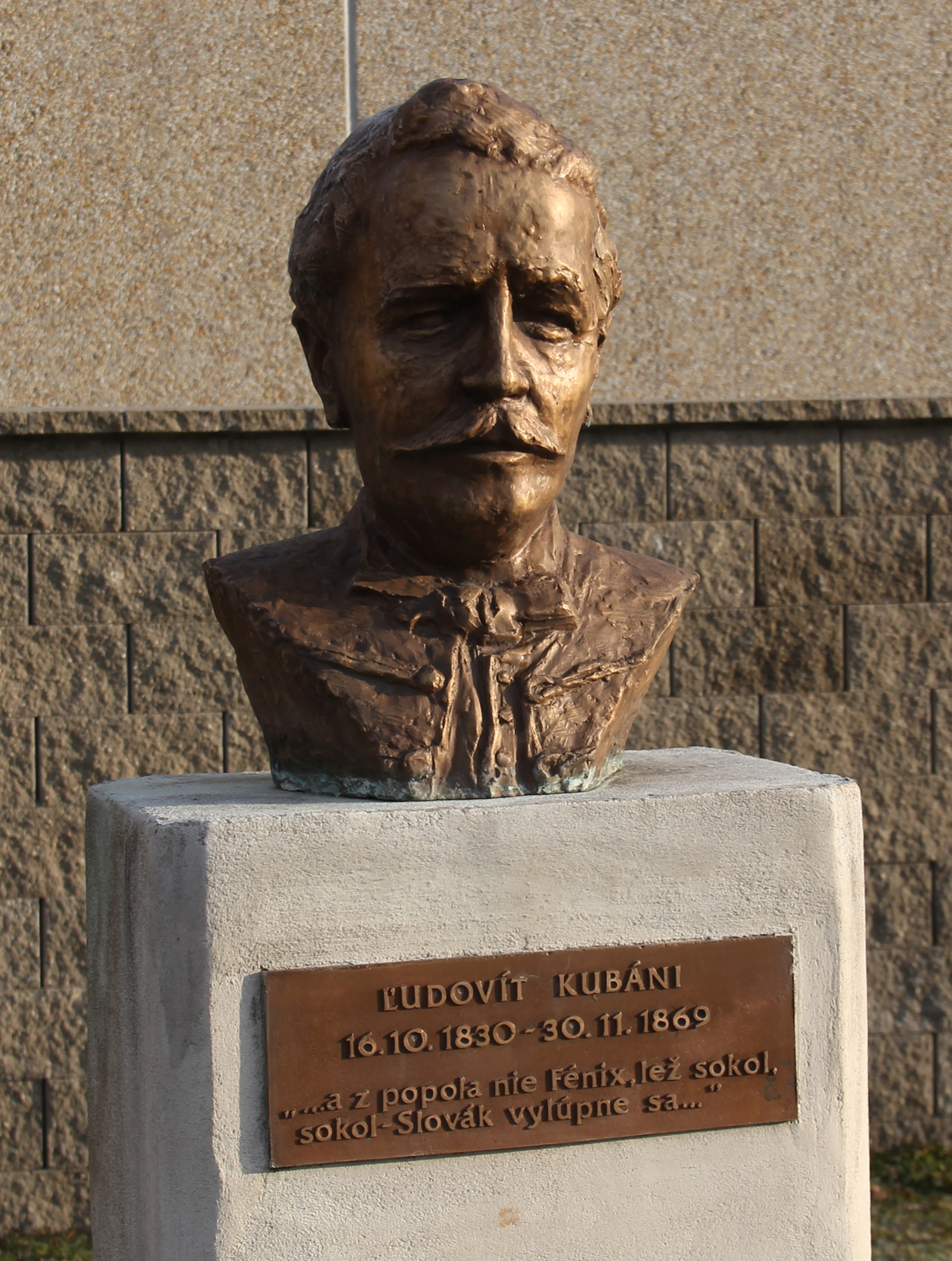
Ľudovít Kubáni mellszobra
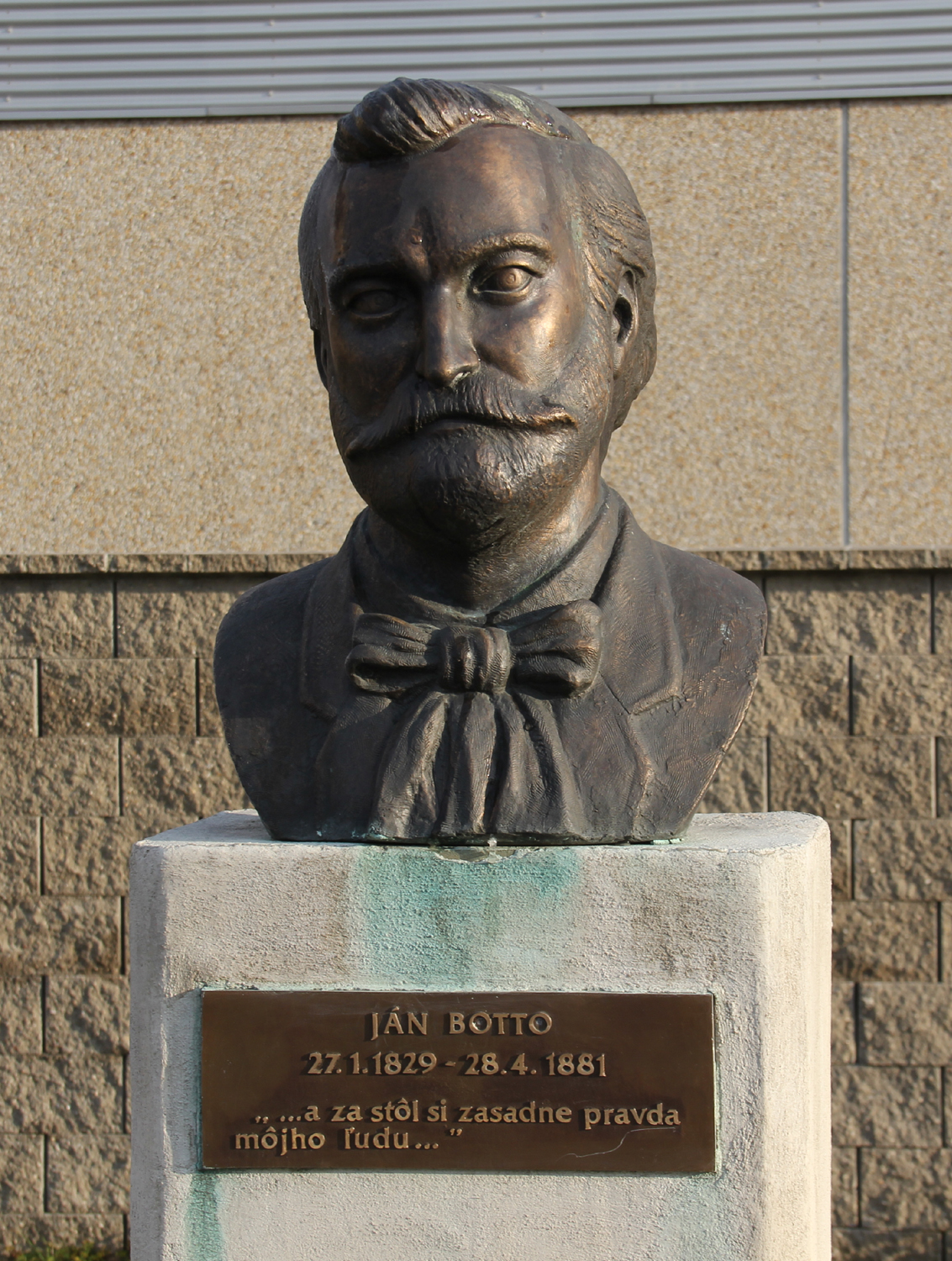
Ján Botto mellszobra
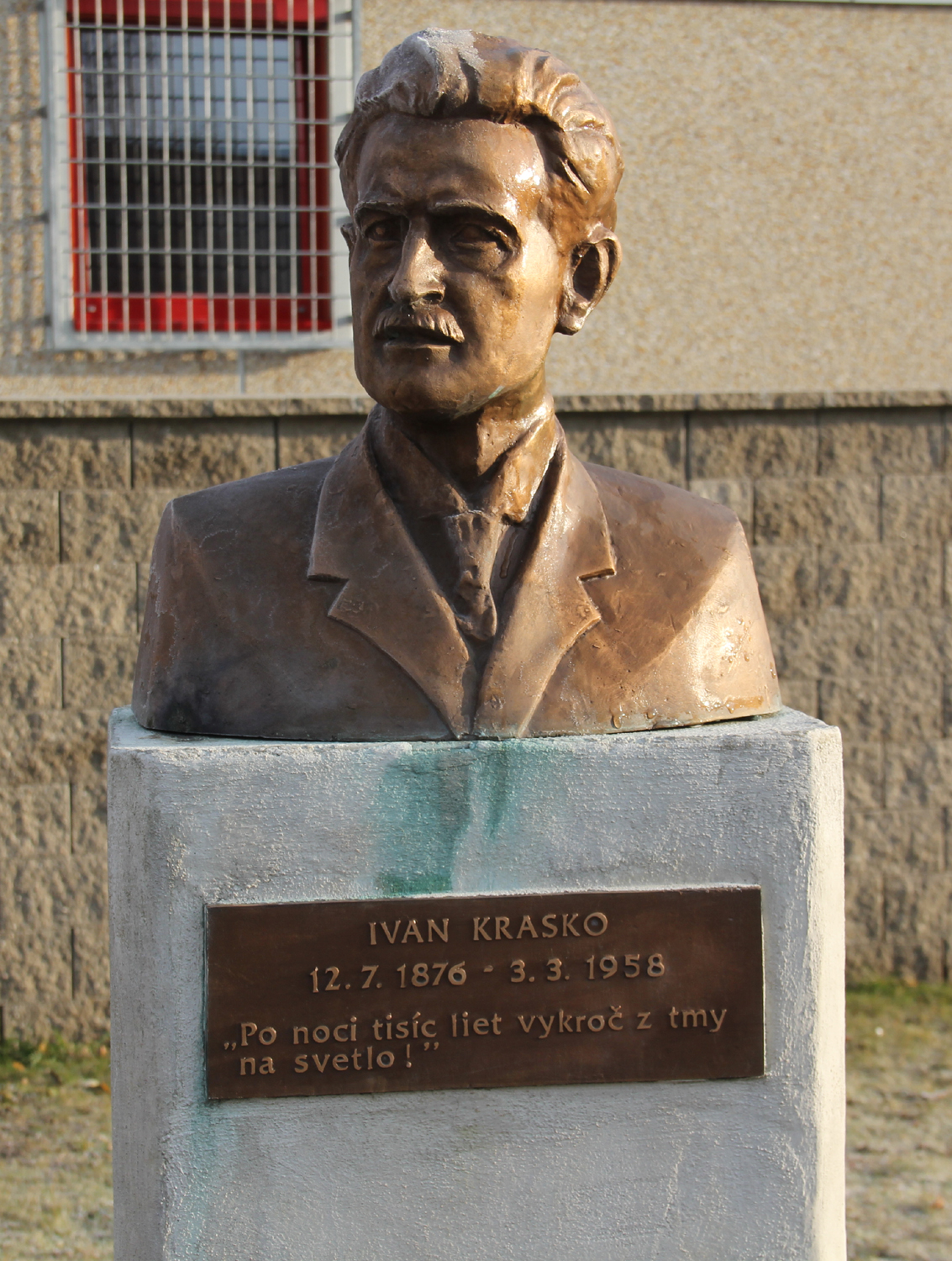
Ivan Krasko mellszobra
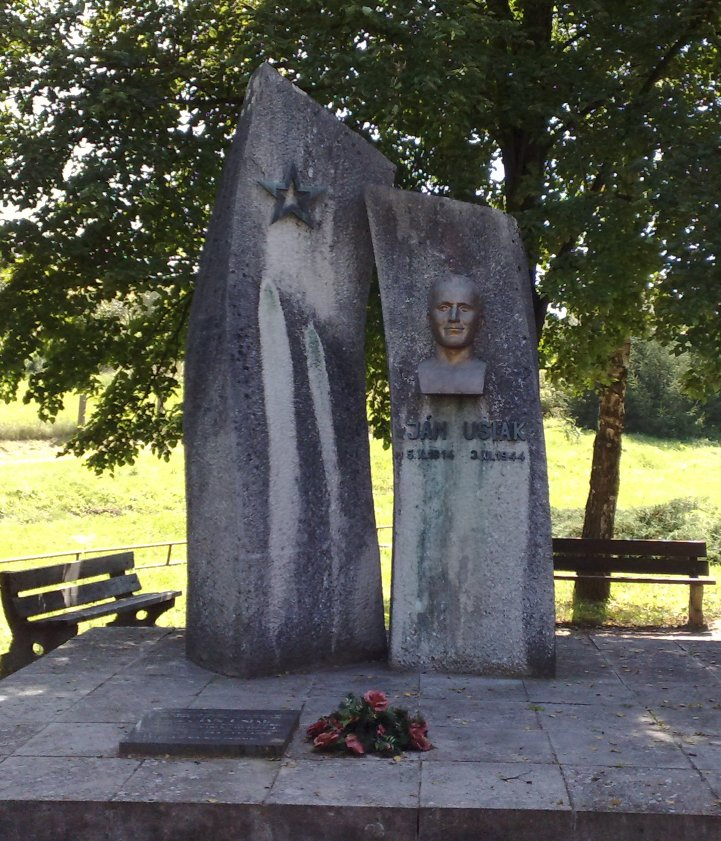
Ján Ušiak mellszobra Baktin

## Testvérvárosai
- Tiszaújváros, Magyarország
- Ózd, Magyarország
- Świętochłowice, Lengyelország